# 三菱Mirage
三菱Mirage（日语：三菱・ミラージュ）乃日本三菱汽車自1978年至2003年之間製造發售的次緊湊型車或緊湊型轎車，2012年迄今於泰國製造發售；外銷歐洲的車名使用三菱Colt或三菱Space Star。

## 概要
三菱Mirage乃是該公司首款採用前置前驅佈局的車種，直到2002年以前一直都是小型車的主力車種。此車款與三菱Lancer的淵源十分深厚，曾經衍生出Lancer Fiore，乃至於第3至5代完全是兄弟車的關係。從2012年起開始在泰國組裝生產，然後再回銷日本。自1985年起舉辦「Mirage盃」單一車種競賽，直到1998年停辦為止都很受到歡迎，像是前拉力賽賽車手日下部保雄便曾給予高度評價。
其外銷版本的命名歷史相當複雜，車名依據市場的差異出現不同的變化。在美國市場除了第一代之外，其餘皆使用「Mirage」。其他市場則經常使用「Colt」，四門轎車版才稱為Mirage。由於三菱與克萊斯勒的合作關係，前四代的Lancer/Mirage在美國和加拿大以换牌工程之方式，推出道奇Colt、普利茅斯Champ/Colt、老鷹Vista、老鷹Summit等車款。
關於車名「Mirage」，在法語中具有「神秘、浪漫、海市蜃樓」之意。

## 歷史

### 第一代A150系（1978年－1983年）
1978年 - 受到第一次石油危機的影響，三菱汽車於3月正式發表前置前驅布局的3門掀背車Mirage，擁有較長軸距的5門掀背車版則遲至9月上市。動力心臟搭載1.2L直列四缸OHV 4G11/G11B型、1.4L直列四缸OHV 4G12/G12B型等二種引擎，後來才追加1.6L直列四缸SOHC 4G32/G32B型引擎。引擎蓋採用前掀式，這個特徵是第一代獨有。變速系統採用三菱超級排檔變速箱，與4速的主變速箱搭配起來共可切換前進8檔、倒退2檔。由於引擎和聯合傳動器配置的關係，需要使引擎原本的旋轉方向反轉成傳動器的輸入，副變速箱利用為此而設置的齒輪。在懸吊系統方面，前輪使用麥花臣懸吊，後輪則是原廠稱呼為拖曳臂式U字型懸吊，其實屬於拖曳臂懸吊的一種。車身外觀設計順應當時由奧迪100帶動起來的「流線造型設計」（flush surface design），三門版由具有美國藝術中心設計學院留學經歷的大島雅夫負責，五門版是樫澤一也，四門轎車版則由江口倫郎及青木秀敏主導設計。比較特別的是燈具和雨刷的開關並非撥桿式，而是在儀表板左右配置滑動式開關。隨著Mirage的發表上市，原廠新成立地區經銷體系「Car Plaza」，和當時上映的電影《第三類接觸》作商業搭配，並與日本電視台合作宣傳美式足球超級盃的「Mirage盃」等行銷活動。
1979年 - 3月1.4L車型新增自排變速箱，追加搭載1.6L直列四缸SOHC 4G32/G32B型引擎的1600GT車型。
1980年 - 10月實施小改款，變更進氣壩的造型，擋風玻璃改成夾層玻璃，燈具和雨刷的開關改成旋轉式，置於方向機柱左右兩側。
1982年 - 2月再次實行小改款，改稱「Mirage Ⅱ」。追加四門凹背轎車，三門版新設1.4L直列四缸OHV 4G12T/G12BT型渦輪增壓引擎（渦輪由三菱重工業供應），非但拉開了日本市場小鋼砲之戰的序幕，三菱絕大部分車種也開始搭載渦輪增壓引擎，對外宣傳「全車系渦輪」。8月起五門版和四門版皆提供渦輪增壓引擎，10月新增最經濟的入門款「1200EX Special」。值得一提的是，同一時期以Mirage衍生而出的車款包括三菱Lancer Fiore、三菱Tredia、三菱Cordia、三菱Chariot等四個車款。

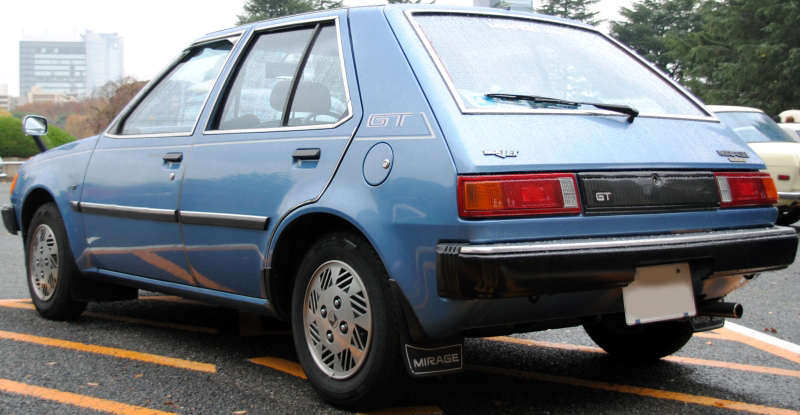
前期型車尾
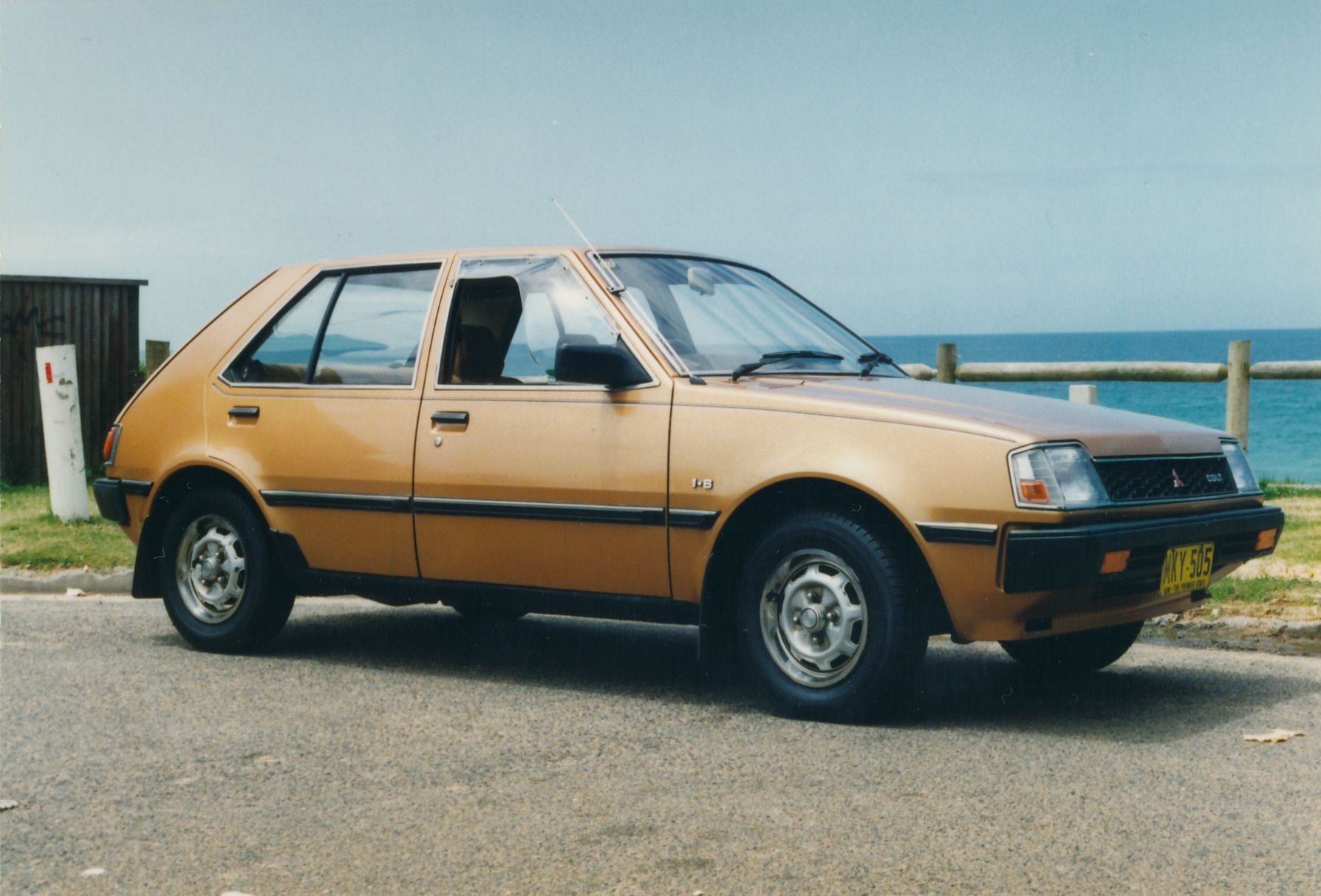
歐規版後期型五門掀背車車頭
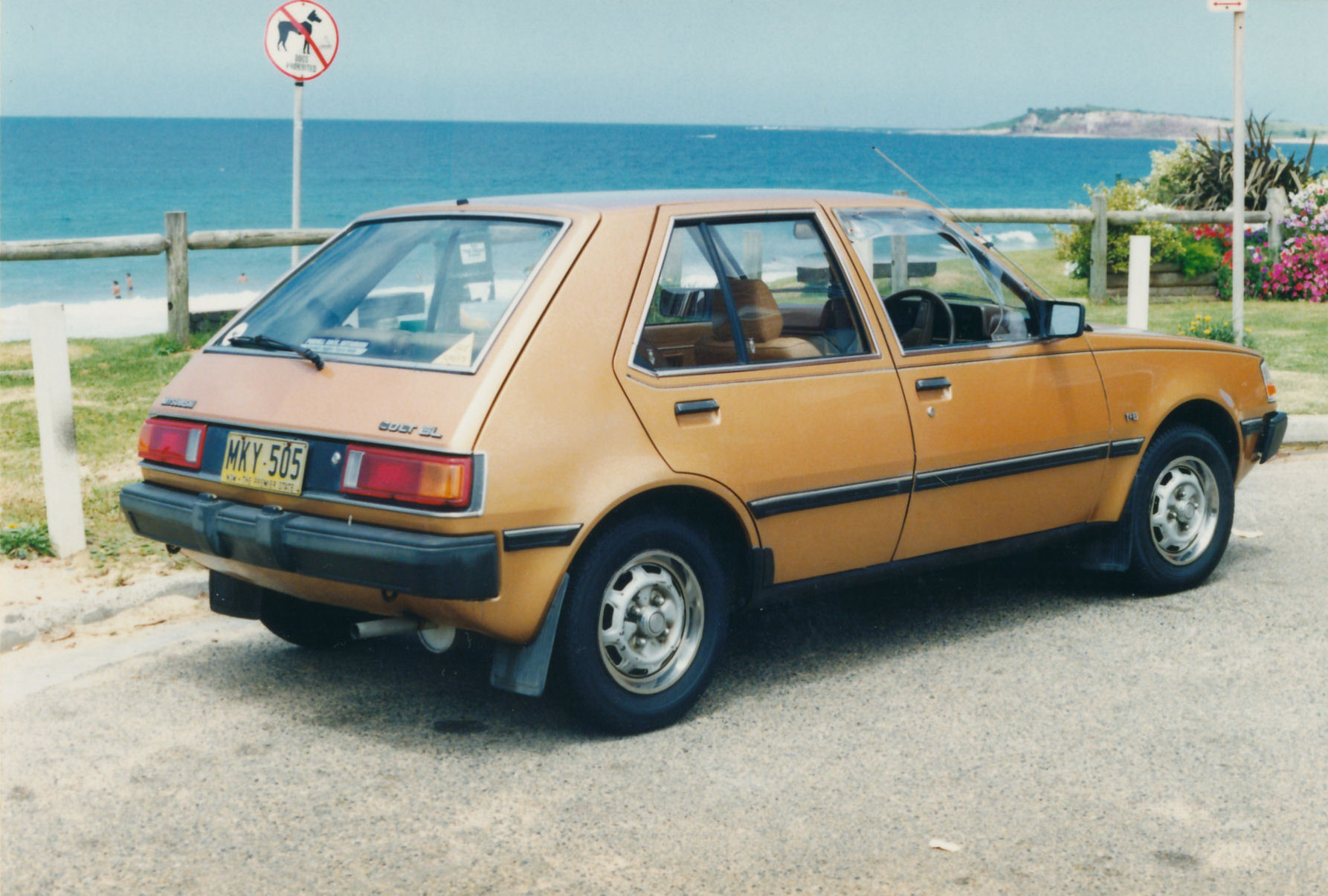
歐規版後期型五門掀背車車尾
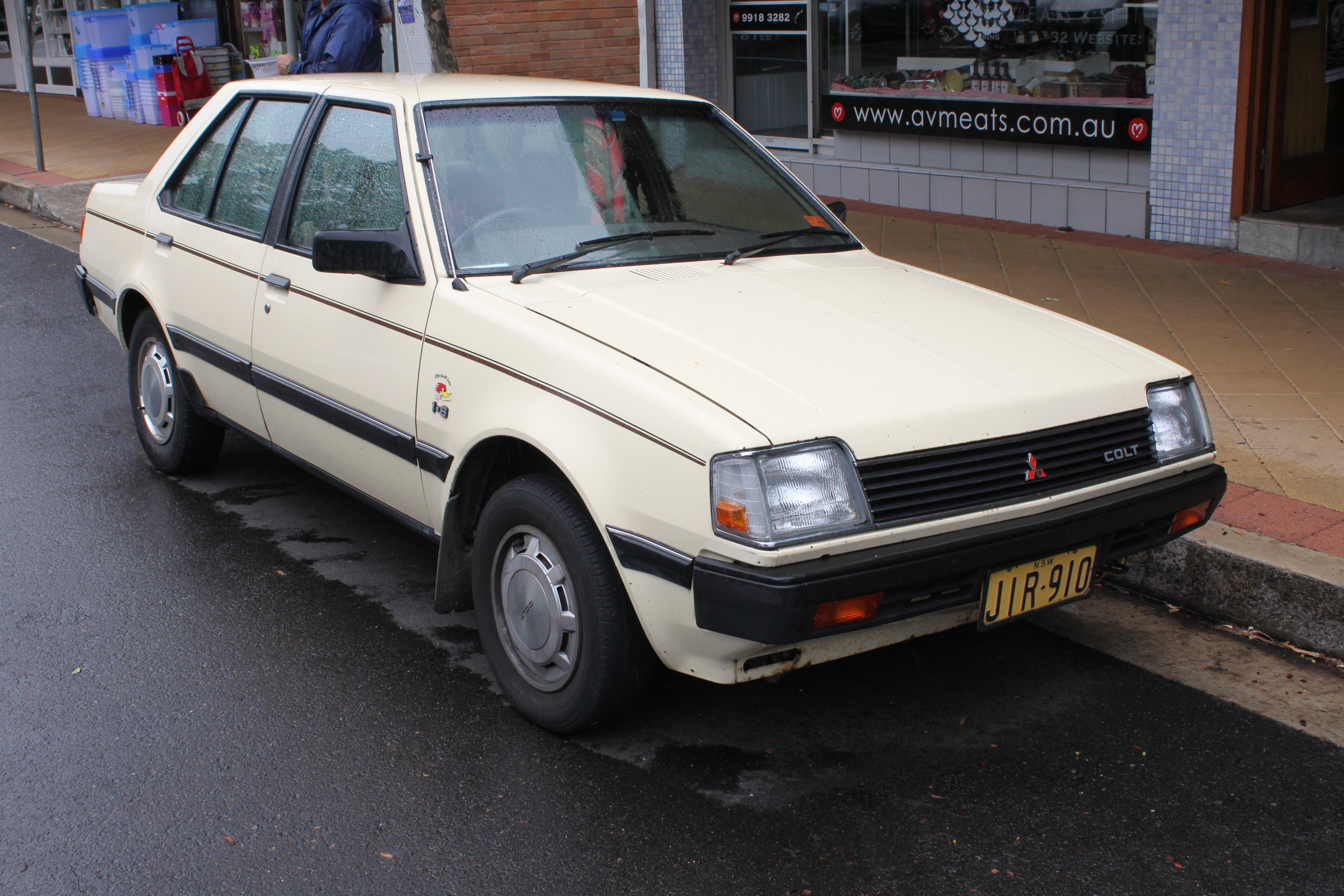
歐規版後期型四門轎車車頭
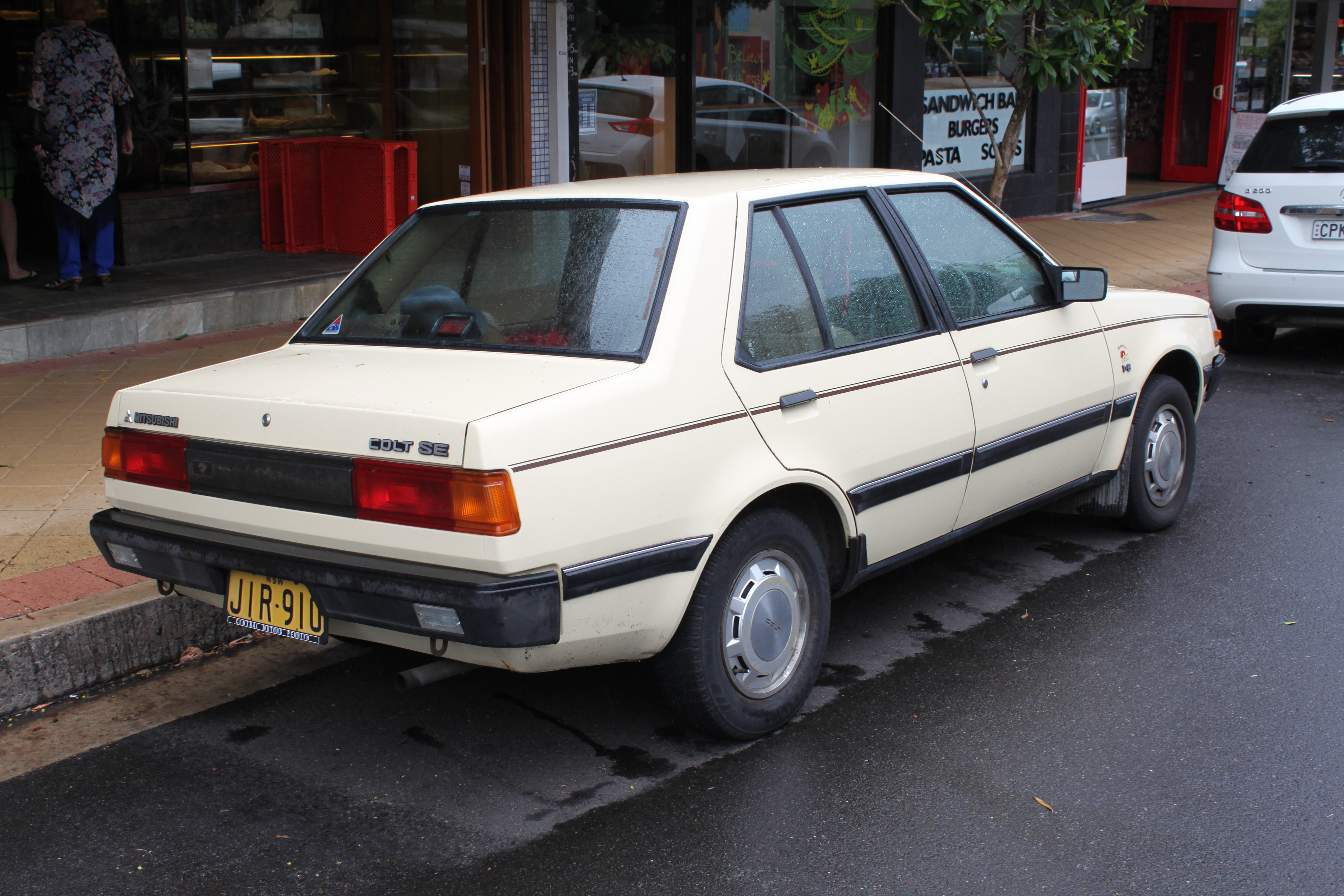
歐規版後期型四門轎車車頭
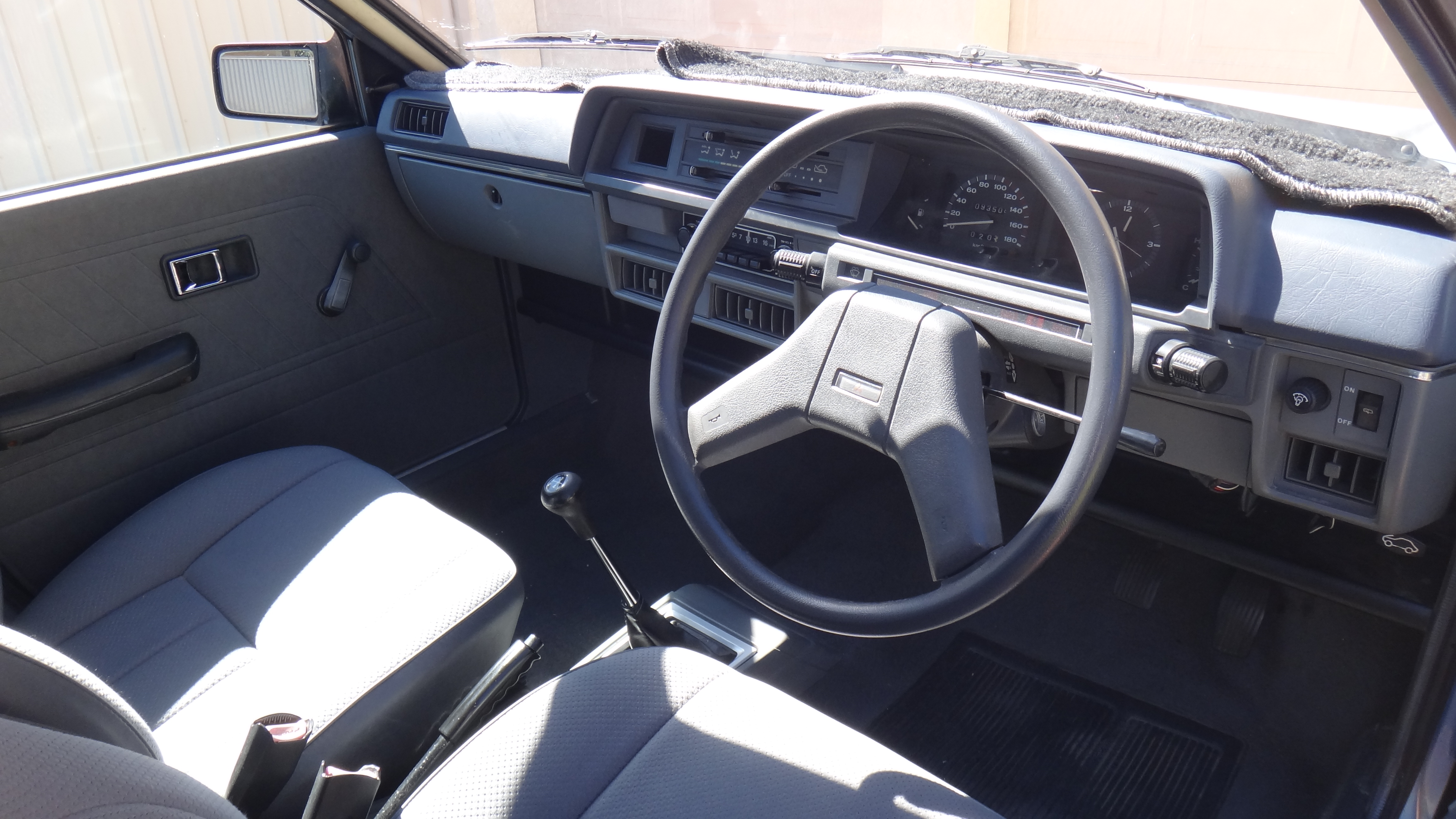
內裝照，燈具和雨刷的旋轉式開關設於方向機柱左右側

### 第二代C10/C30系（1983年－1992年）
五門掀背車和四門轎車的生產年份為1983年至1987年，五門旅行車和五門廂式商用車則是1985年至1992年。

1983年 - 原廠以第一代四門轎車的平台進行全面大改款，並構成三門掀背、五門掀背及四門轎式等三種車體風格；其中底盤代號「C10」系列代表前輪驅動，「C30」系列則代表四輪驅動。第二代Mirage於該年10月正式推出，電視廣告主角為忌野清志郎。外觀方面受到沒有稜角的雞蛋啟發而採用流線型設計，大型擋風玻璃帶來寬闊的駕駛視野。兄弟車為第二代Lancer Fiore，兩者之間的差異僅在於進氣壩、內裝等細部。動力心臟可選擇1.3L直列四缸SOHC 4G13/G13B型、1.5L直列四缸SOHC 4G15/G15B型、1.6L直列四缸SOHC 4G32T/G32B型渦輪增壓，以及1.8L直列四缸SOHC 4D65型柴油引擎等四種。其中1.5L搭配四速手動排檔+三菱超級排檔變速箱，1.6L渦輪增壓車型則配合五速手排變速箱。頂級的「CX Extra」車款甚至將液晶式電子儀表板、自動加熱器、AM/FM電子同調收音機、前座電動車窗等列入標準配備。標準配胎尺寸為175/70SR13，但亦可加價選購175/70HR13或者175/60R14。
1984年 - 9月實施小改款，變更進氣壩的外型設計，廢除4×2三菱超級排檔變速箱。此外，電視廣告主角採用來自澳大利亞的傘蜥蜴，非但使得銷售成績節節上升，也同時掀起日本國內飼養的熱潮。
1985年 - 2月推出五門旅行車、五門廂式商用車等二種車型，前者稱為Mirage Van，後者叫做Mirage Cargo。此二種車型和第一代Lancer Wagon、第二代Lancer Van等皆是系出同門的兄弟車。其中荷蘭當地曾經推出僅有二個座位的五門廂式商用車，稱作三菱Wagon，四個座位的版本則叫做「三菱Lancer Station Wagon」。
1986年 - 2月3日三/五門掀背及四門轎式再度實行小改款，搭載全新設計的氣旋引擎及手排變速箱，變更車頭及車側方向燈的外型，放大保險桿及加厚前輪擋泥板等。同年5月追加「CX-Si」車型，搭載採用電子控制燃油噴射裝置的1.5L ECI引擎。同年8月五門旅行車與五門廂式商用車亦進行小改款，進氣壩改成和掀背車一樣的設計，也改變車側方向燈、引擎蓋、擋泥板的設計，換裝新式的氣旋引擎與手排變速系統；同年10月改名成「Mirage・NOW」。
1987年 - 10月三門掀背車進行大改款，翌年1988年1月四門轎車亦大改款，但五門掀背車廢止；第二代的五門旅行車與五門廂式商用車則繼續販售。
1989年 - 10月五門旅行車、廂式商用車實施小改款，變更進氣壩及輪框之設計、更換為8種車身顏色、新設車頂軌道，高階CX車型的頭燈採用黃色鹵素燈泡。
1992年 - 隨著三菱Libero/Libero Cargo的問世，5月正式停售五門旅行車及廂式商用車兩種車款。

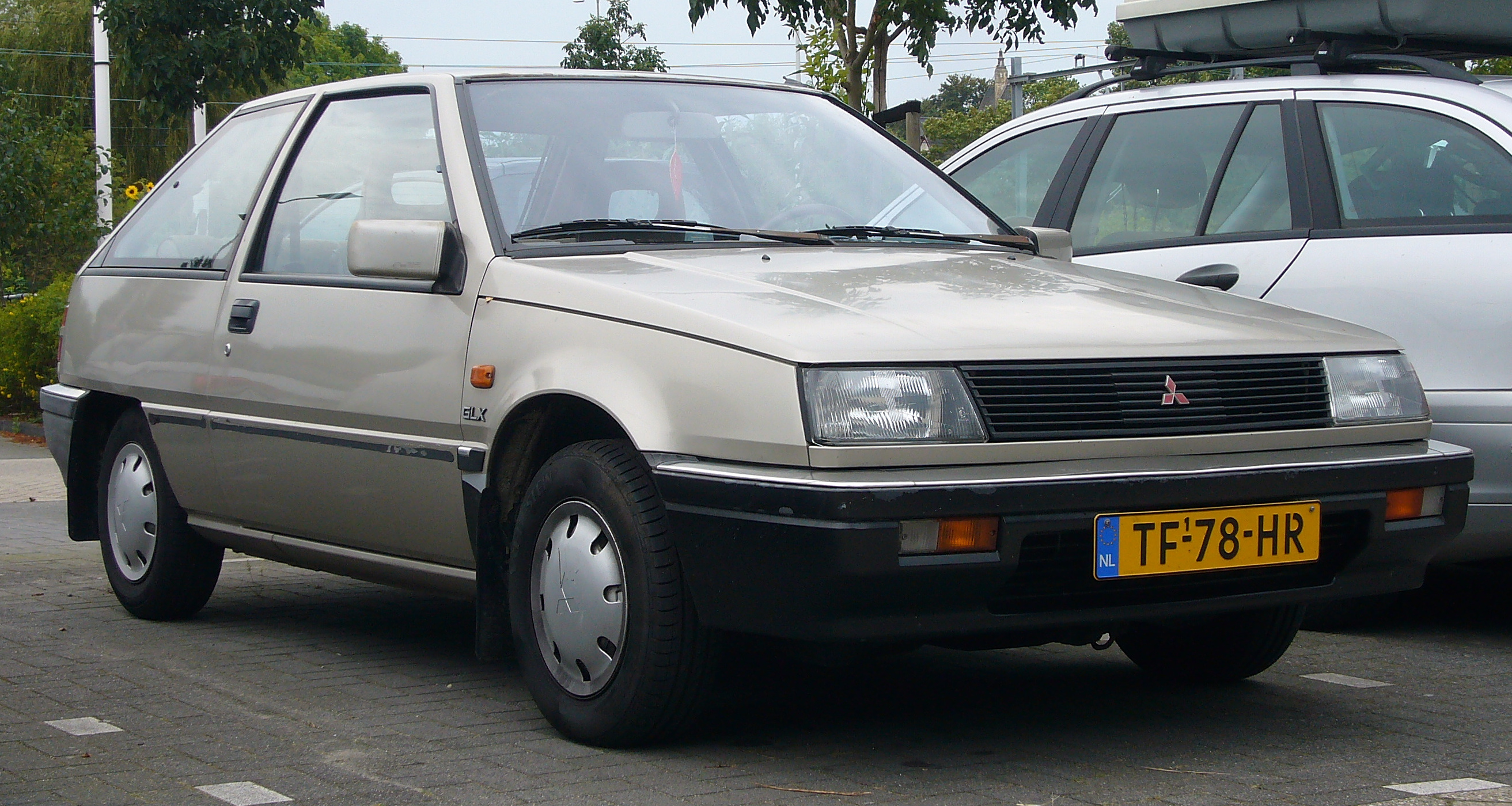
歐規版車頭
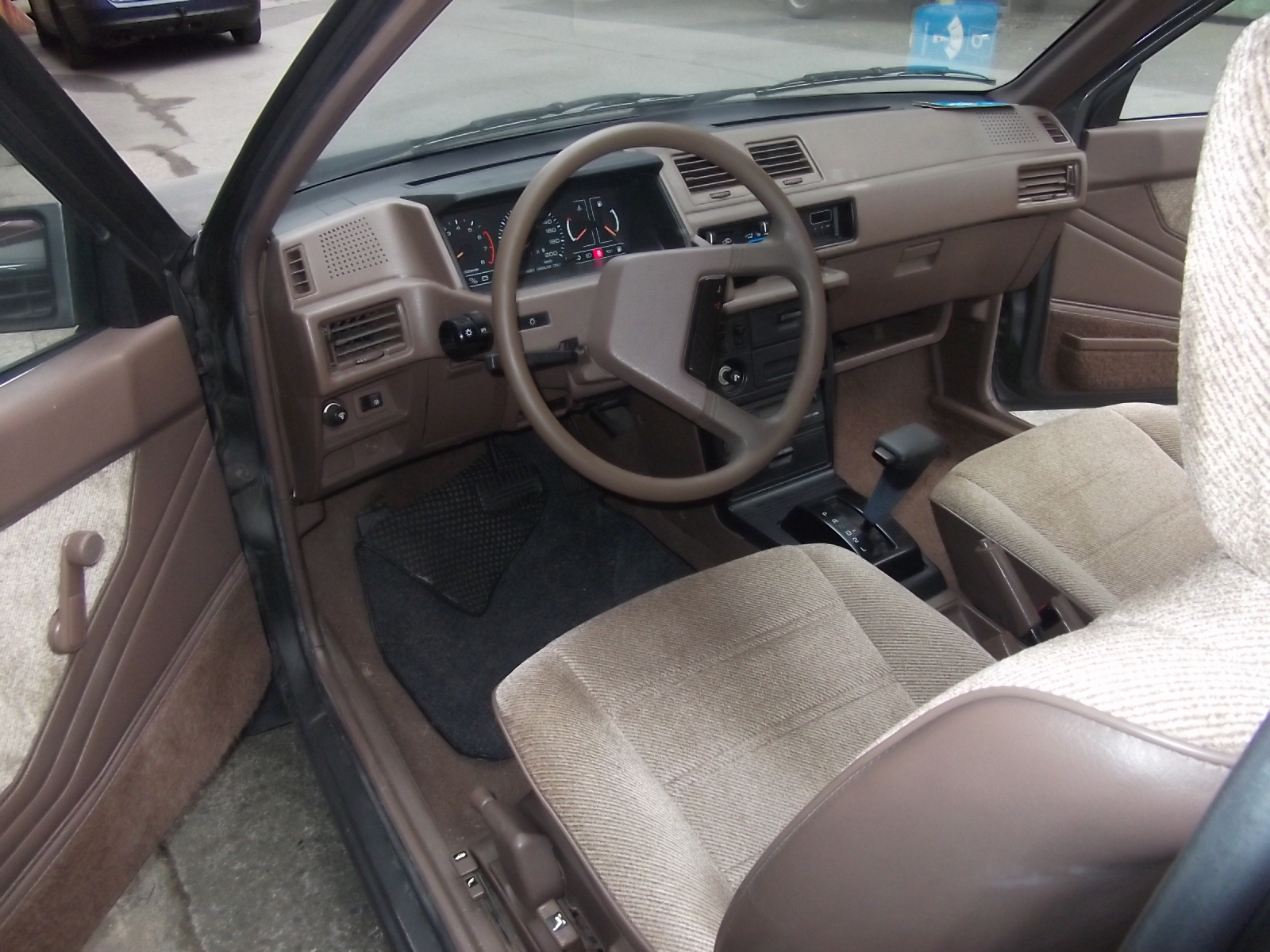
和第一代一樣，燈具和雨刷的旋轉式開關仍設於方向機柱左右側
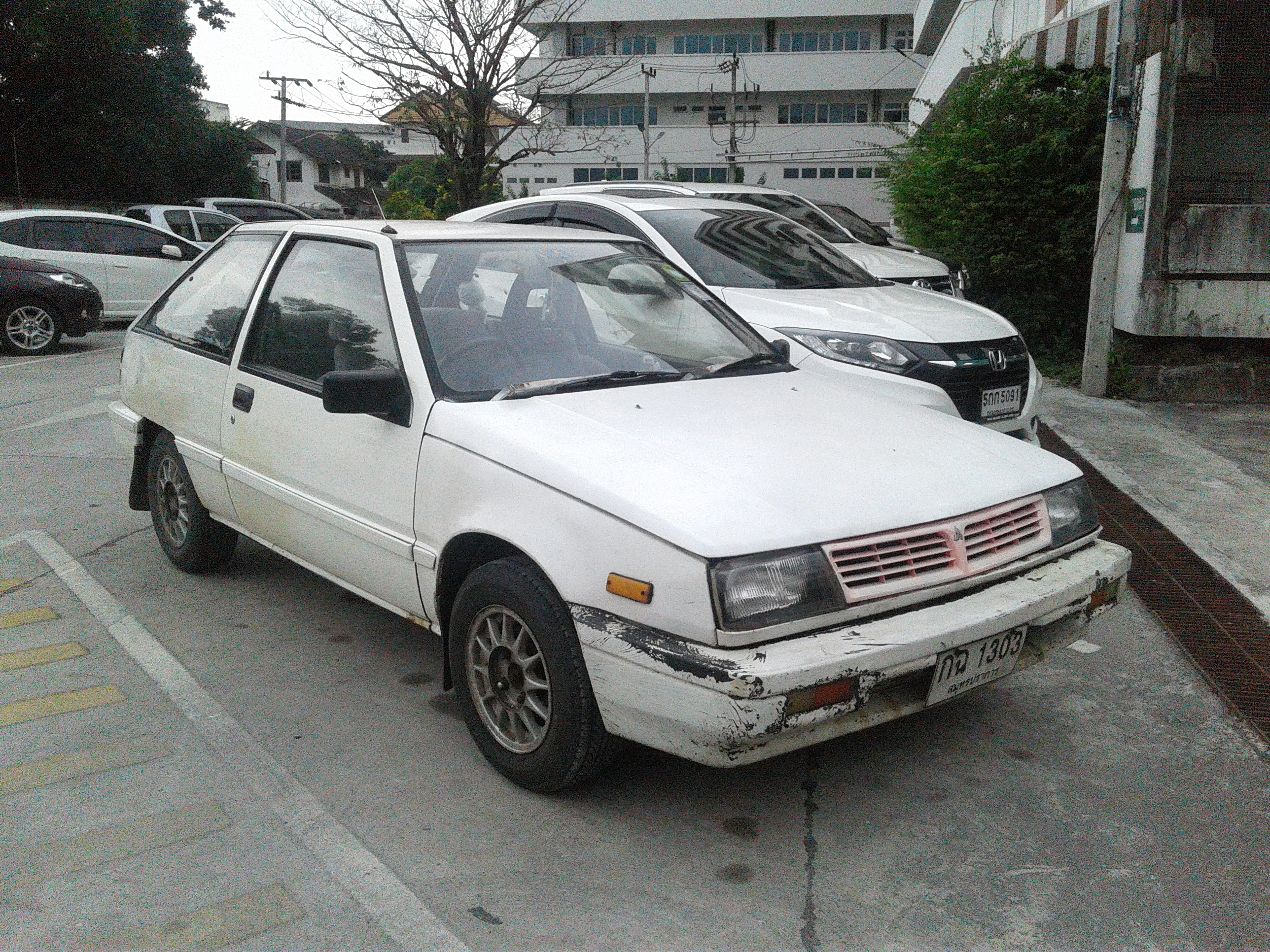
三菱Champ，攝於泰國
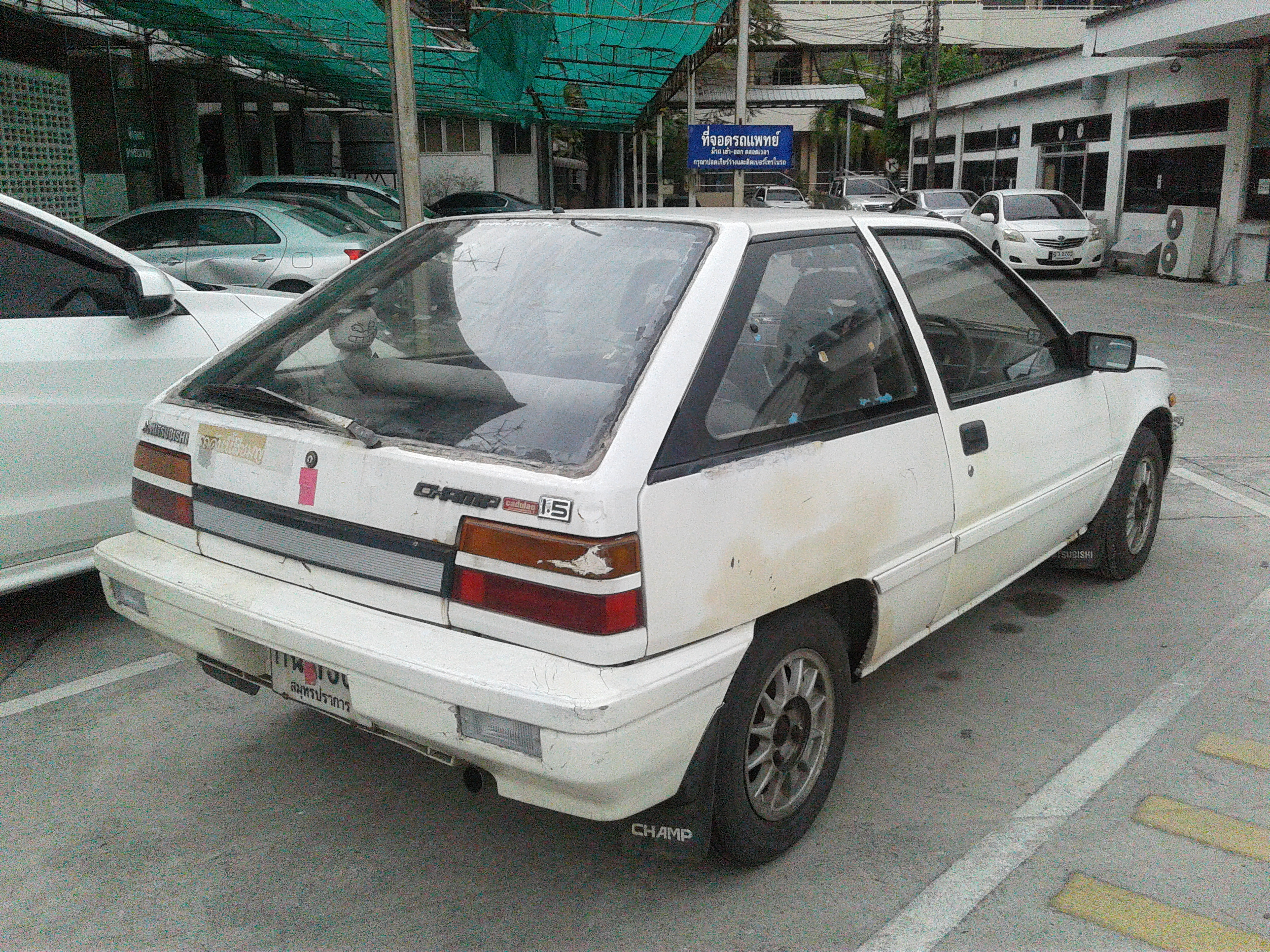
三菱Champ，攝於泰國
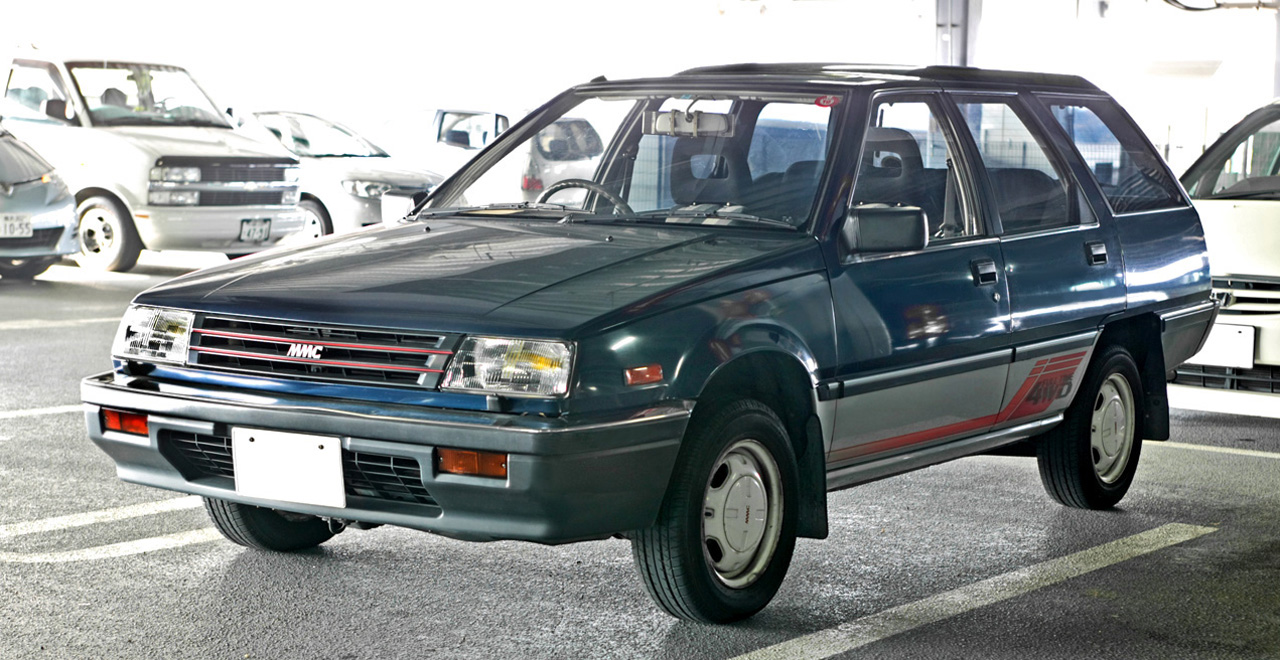
旅行車前期型車頭
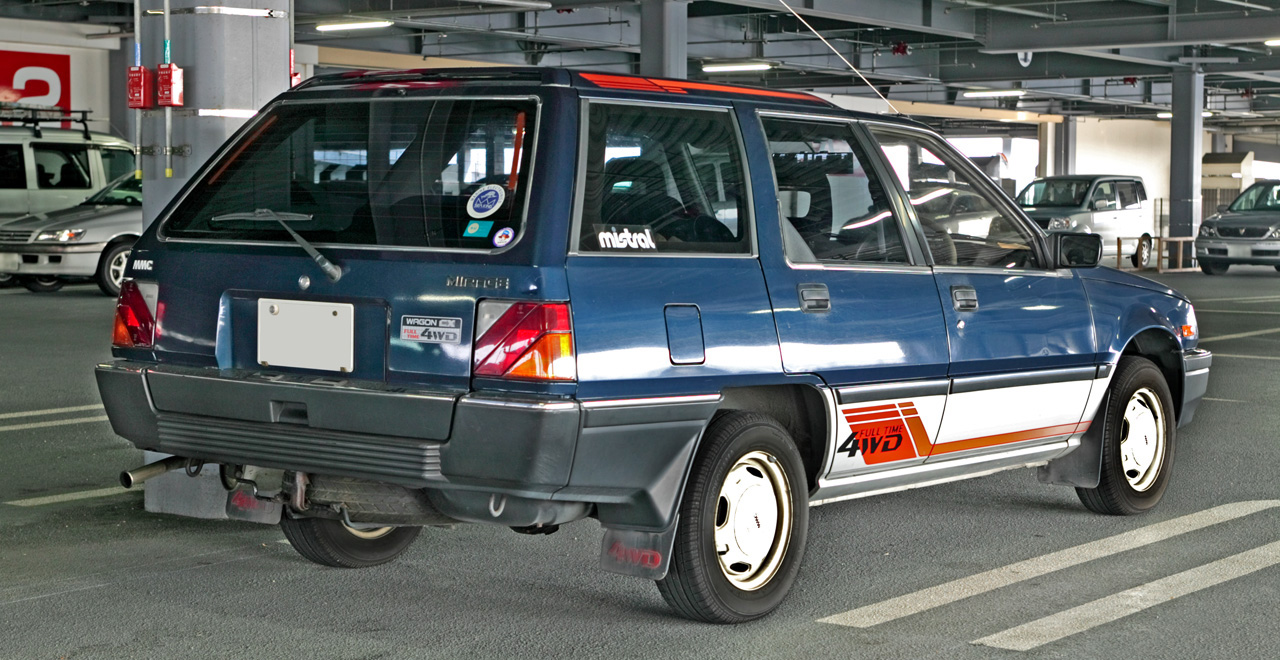
旅行車前期型車尾
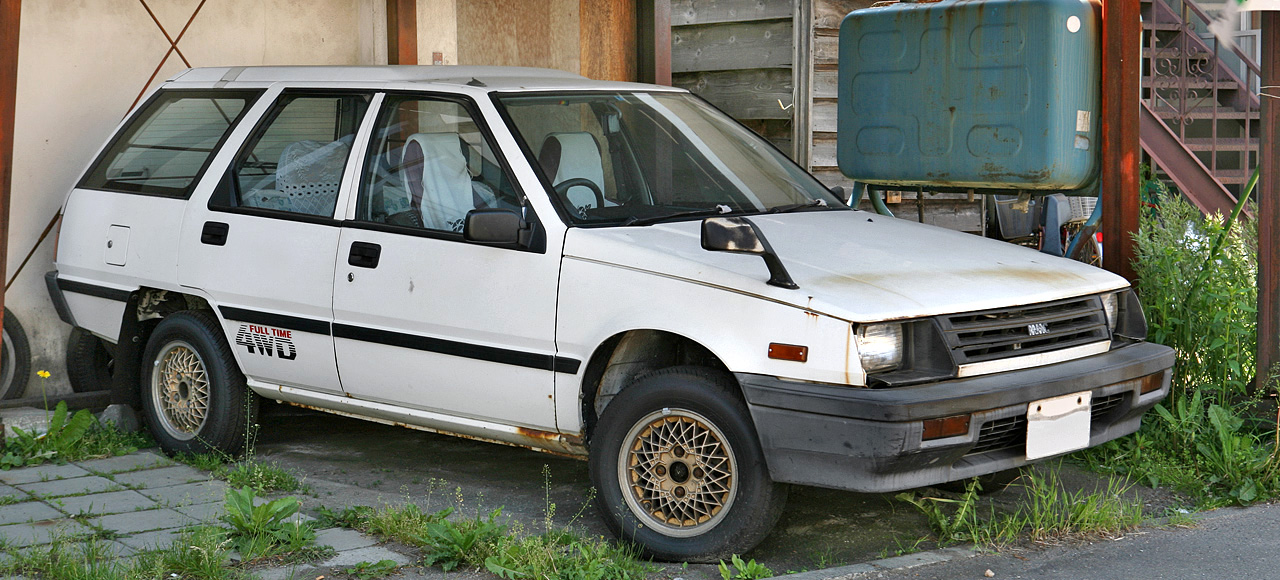
廂式商用車前期型車頭

### 第三代C50/C60/C70/C80系（1987年－1991年）
三門掀背車的生產年份為1987年至1991年，四門轎車則是1988年至1991年。

1987年 - 10月12日三門掀背車在泡沫景氣中進行大改款，外表看起來像是小一號但是比較圓潤的第六代三菱Galant。車型從入門款的「SWIFT」、女性車主導向的「fabio」、一直到搭載1.6L直列四缸DOHC 4G61T型渦輪增壓引擎的運動化「CYBORG」；另有一款稍後發表的「XYVYX」車型，沒有後側車窗且只有兩個座位。如同前文所述，第二代的五門旅行車與五門廂式商用車仍繼續販售。此外翌年大改款的第三代三菱Lancer和Mirage共用底盤平台，於是成為Mirage的兄弟車。電視廣告歌曲同樣使用松任谷由實的歌曲，於是三菱汽車成為其巡迴演唱會的冠名贊助商。
1988年 - 1月22日四門轎車也實施大改款，區分成「VIE」、「fabio」、「CYBORG」等三種車型；銷往海外的四門轎車型Mirage改稱為「三菱Lancer」。1980年代後期臺灣政府開放日裔美製車進口，於是華菱汽車於1991年正式引進四門轎車型Mirage。一開始翻譯成「三菱幻象」，但後來叫做「三菱忍者」，共引進1.5L直列四缸SOHC 4G15/G15B型及1.6L直列四缸DOHC 4G61T型渦輪增壓引擎等兩種車型。
由於第一代Mirage仍在澳洲市場以「三菱Colt」之名銷售，第三代Mirage三種車型引進之後稱為「三菱Lancer」。1988年最初推出時，車型代號叫做CA，直到該地1990年實行小改款才改稱CB。1992年第四代Mirage（仍叫做三菱Lancer）引進之後，車型代號變成CC，此時第三代的五門揭背車雖仍持續發售，奇怪的是車型代號也跟著改成CC。
1989年 - 9月實施小改款，「CYBORG」車型改成三速自排變速箱、四輪驅動。此外，1.6L直列四缸DOHC 4G61T型渦輪增壓引擎的最大馬力從145ps提升至160ps。同年三門掀背車和四門轎車以三菱Mirage之名在北美洲開始上市，换牌的普利茅斯/道奇Colt（僅有三門掀背車型）和老鷹Summit也隨之銷售，直到1992年為止。
1990年 - 10月實行部分改良，左右後座的座位安全帶改成三點式。

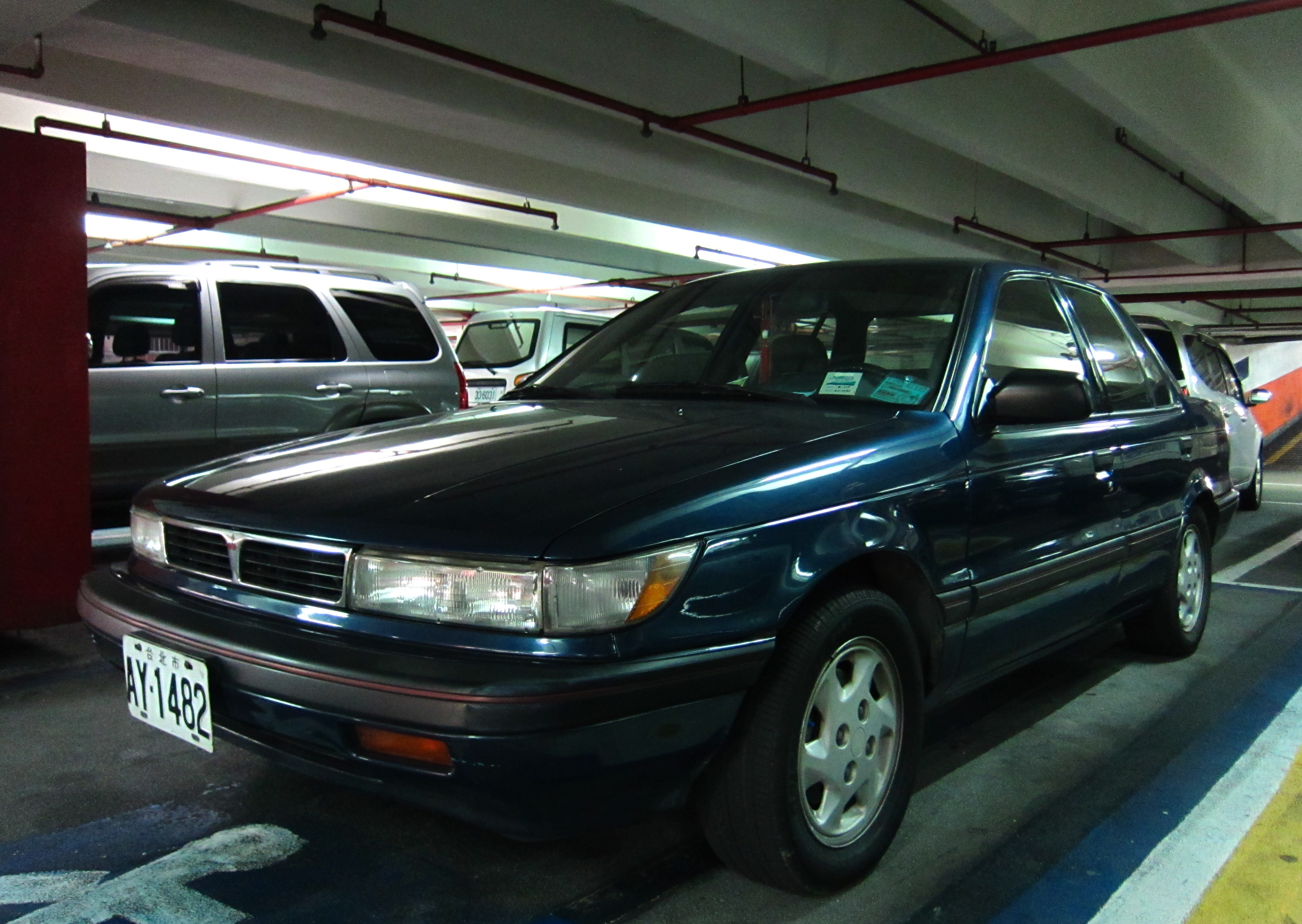
臺灣進口的美規四門轎車車頭
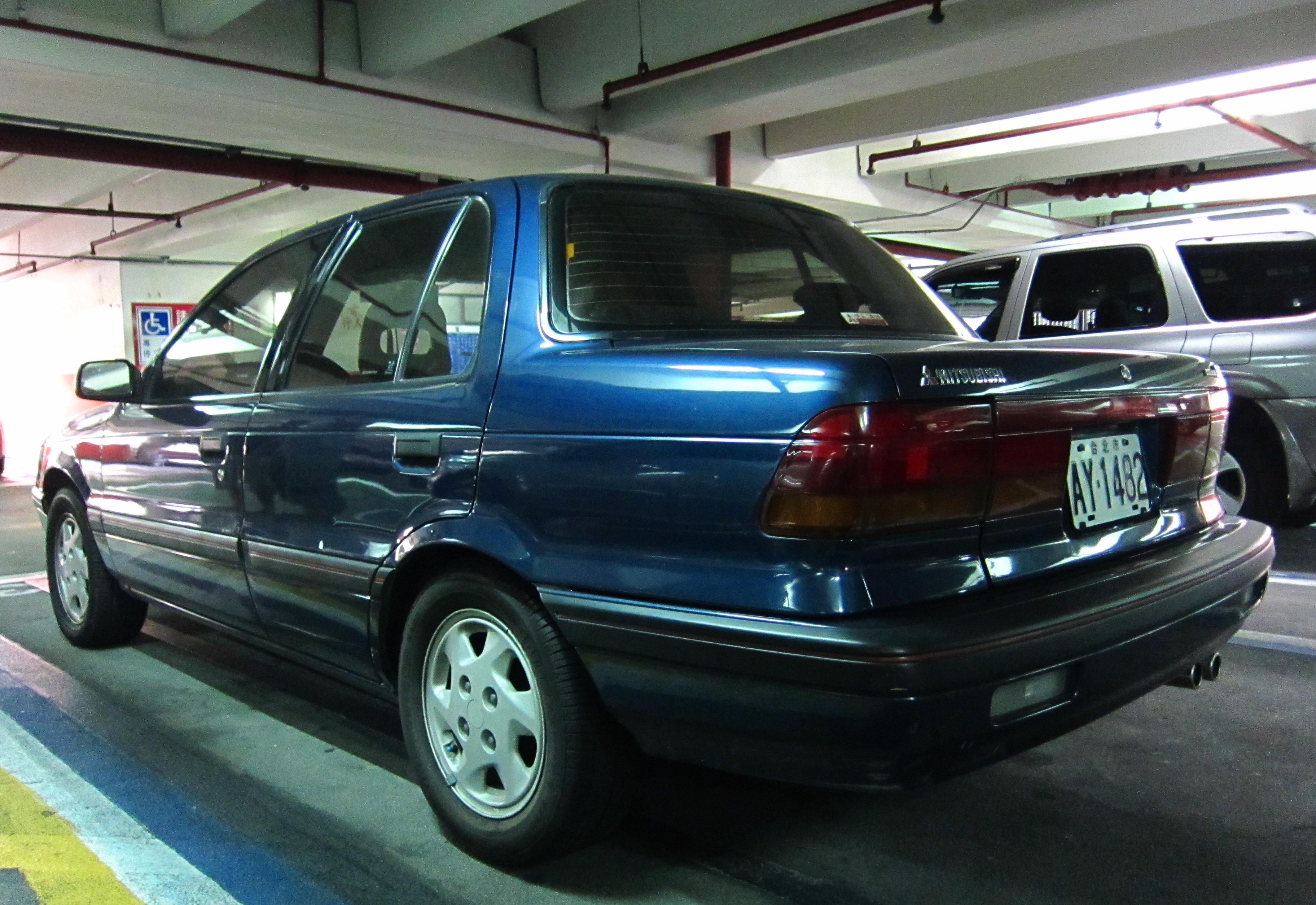
臺灣進口的美規四門轎車車尾
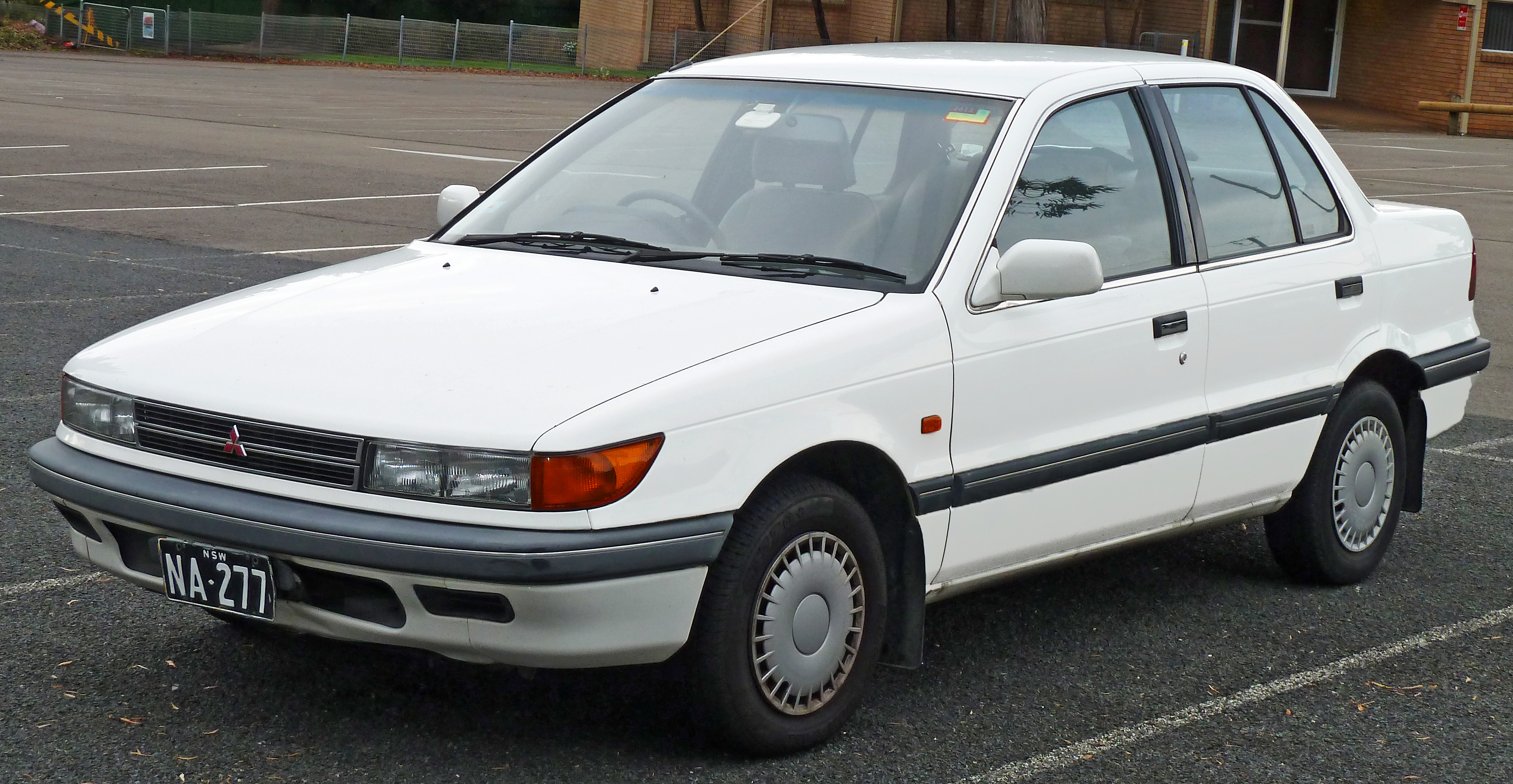
澳規四門轎車前期型車頭
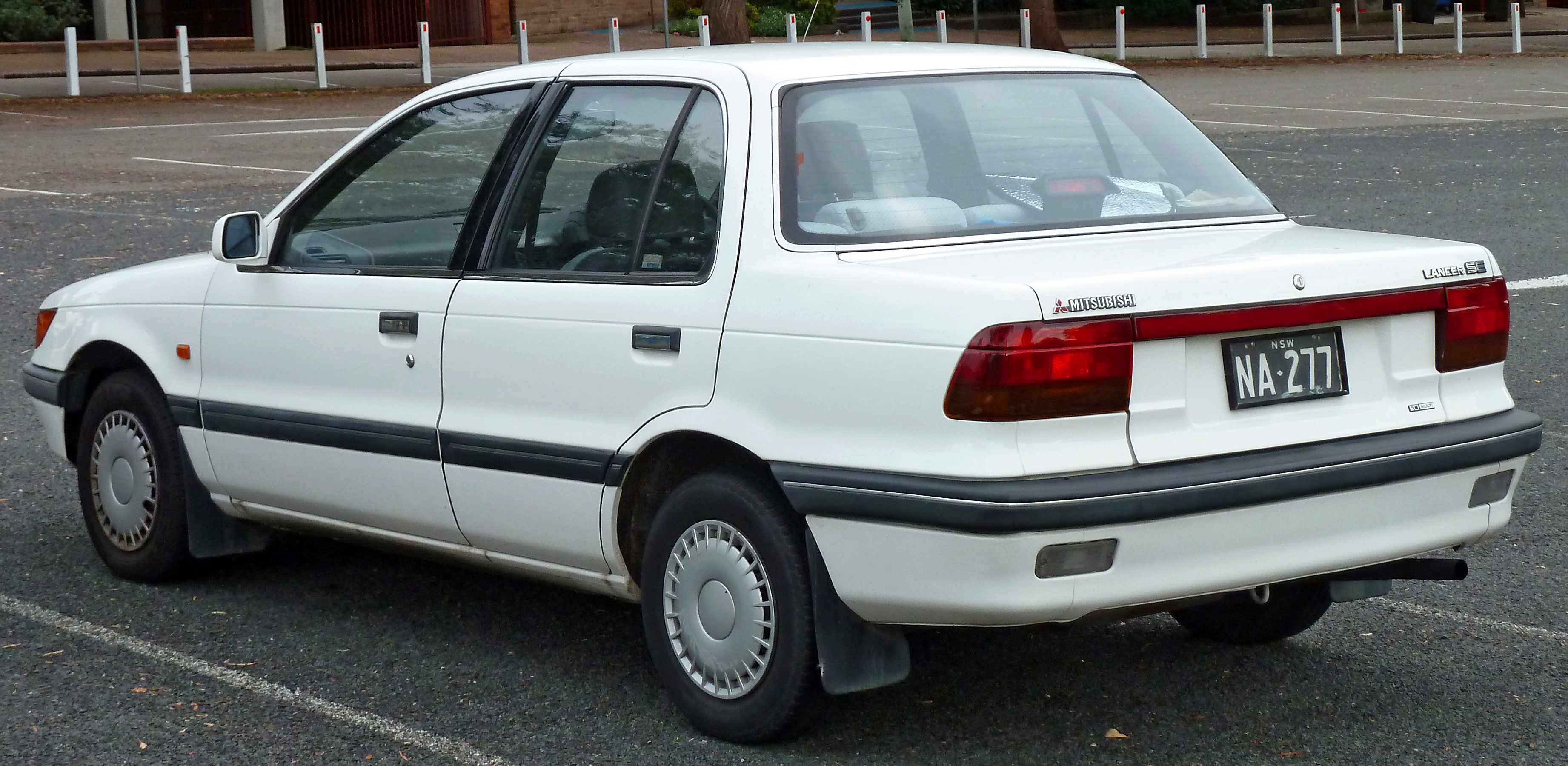
澳規四門轎車前期型車尾
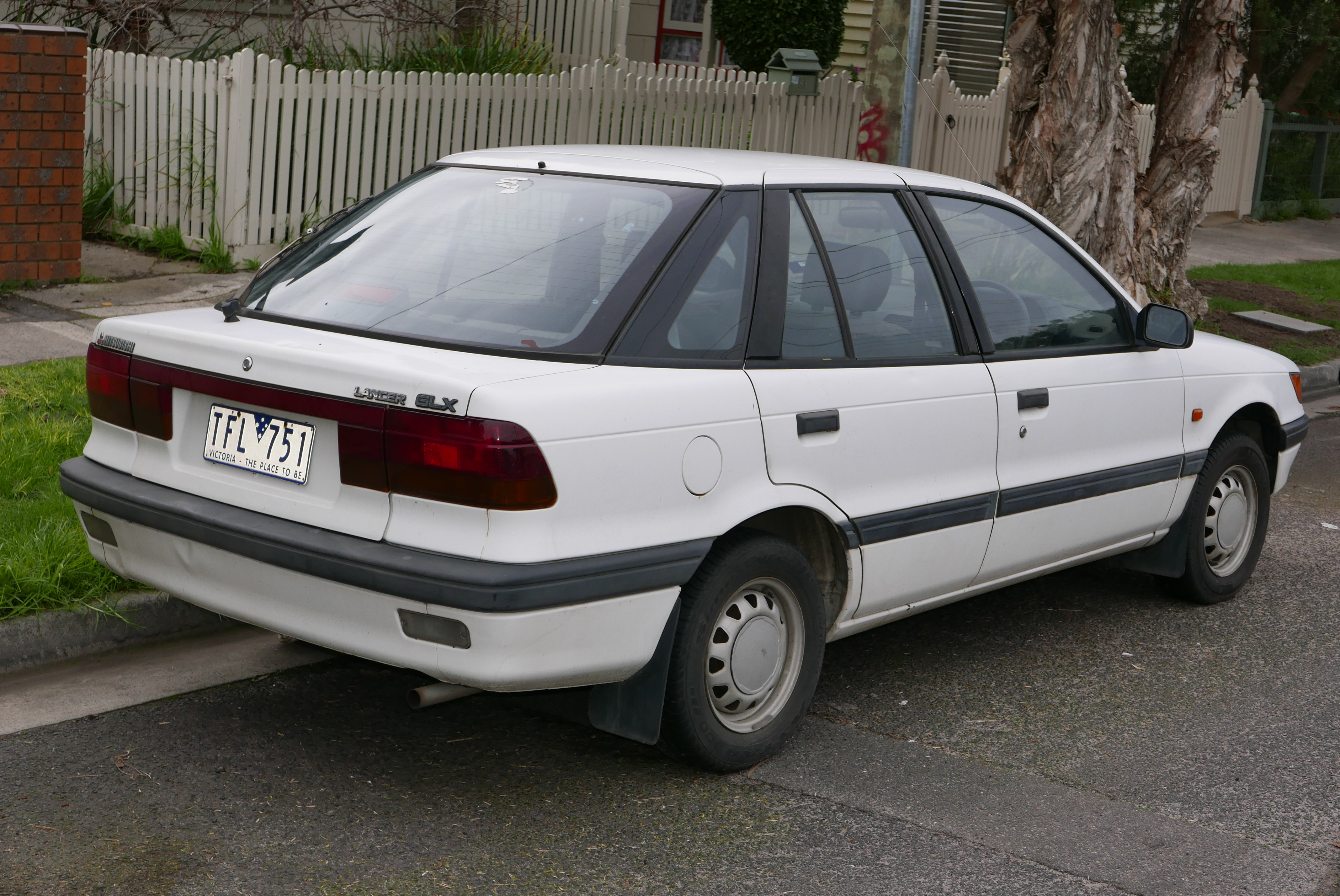
澳規五門揭背車前期型車尾
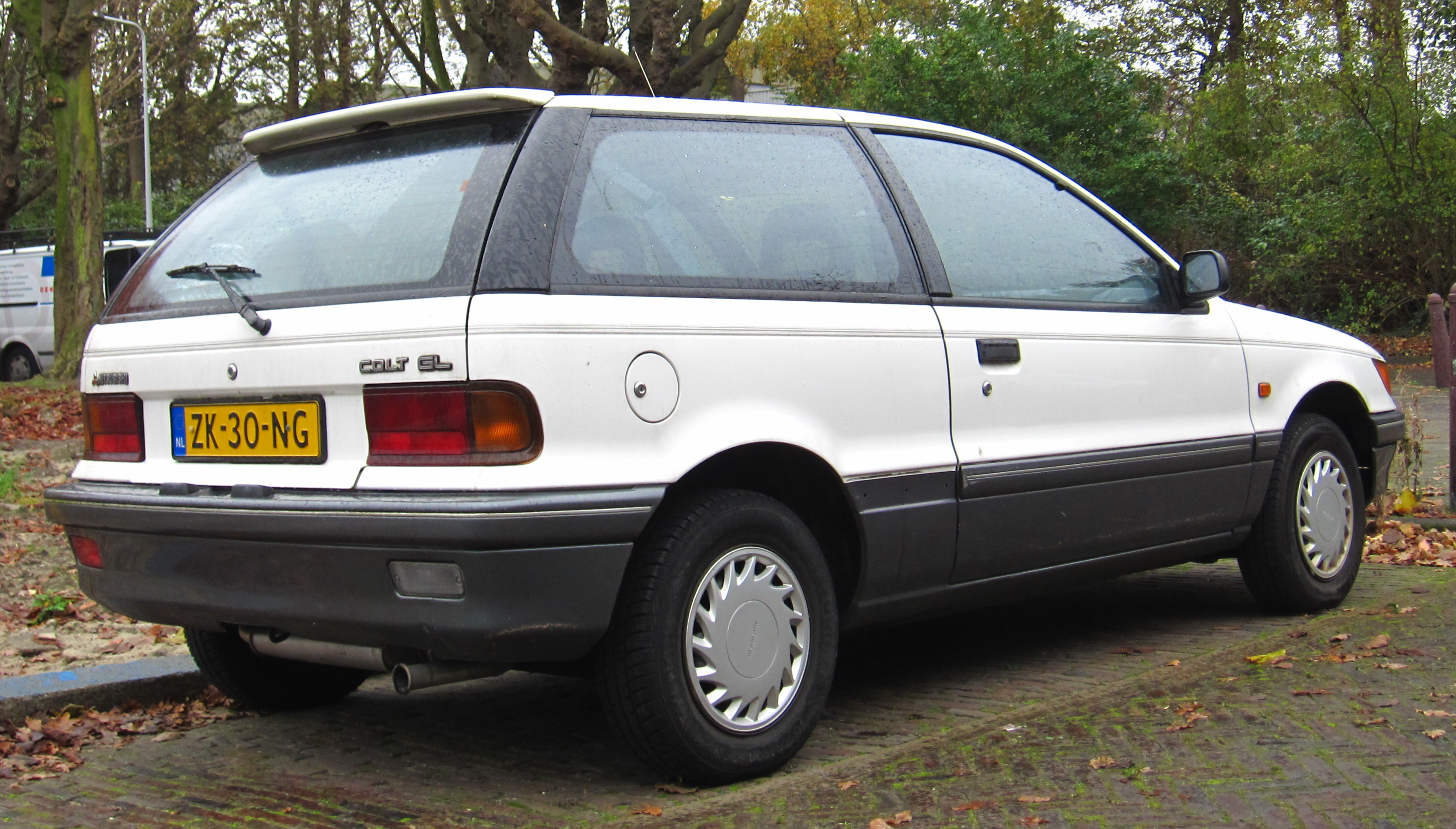
歐規三門掀背車前期型車尾
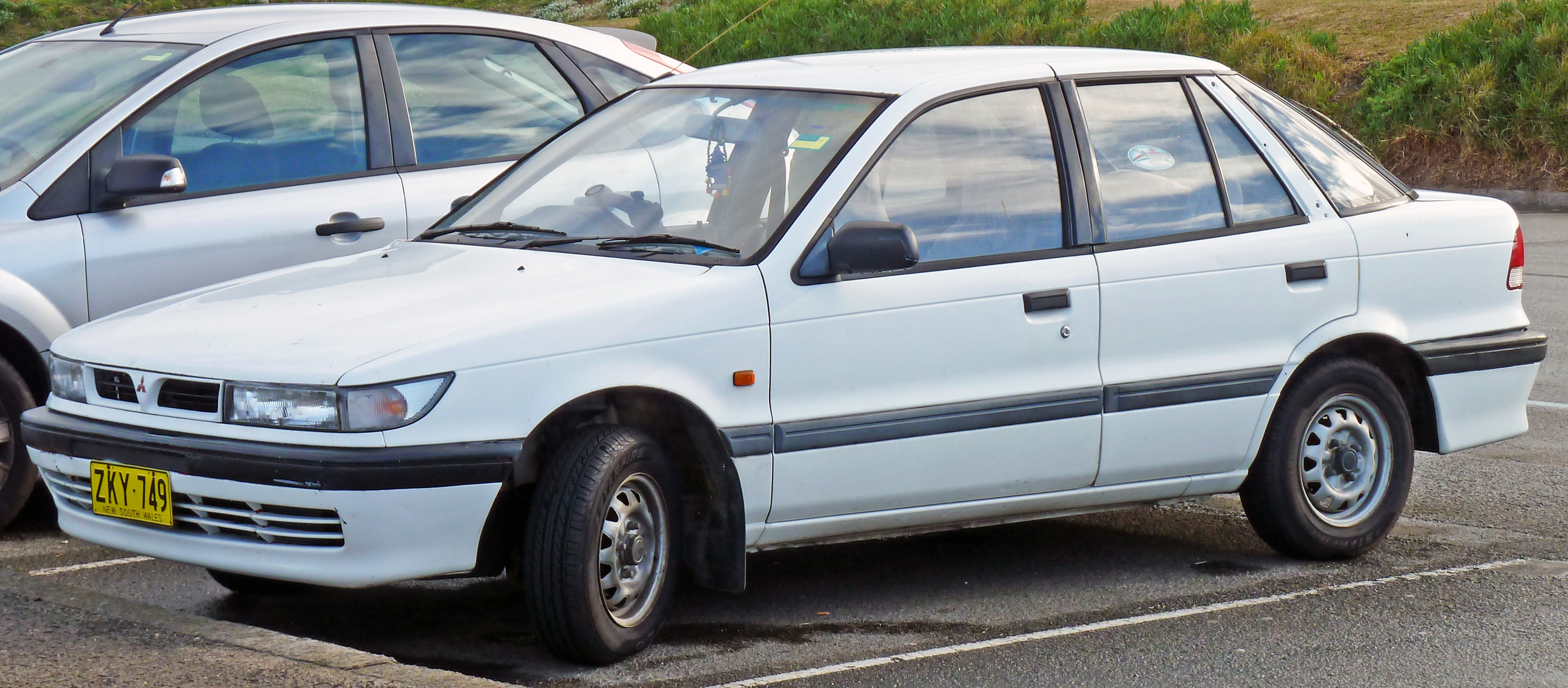
澳規五門揭背車後期型車頭
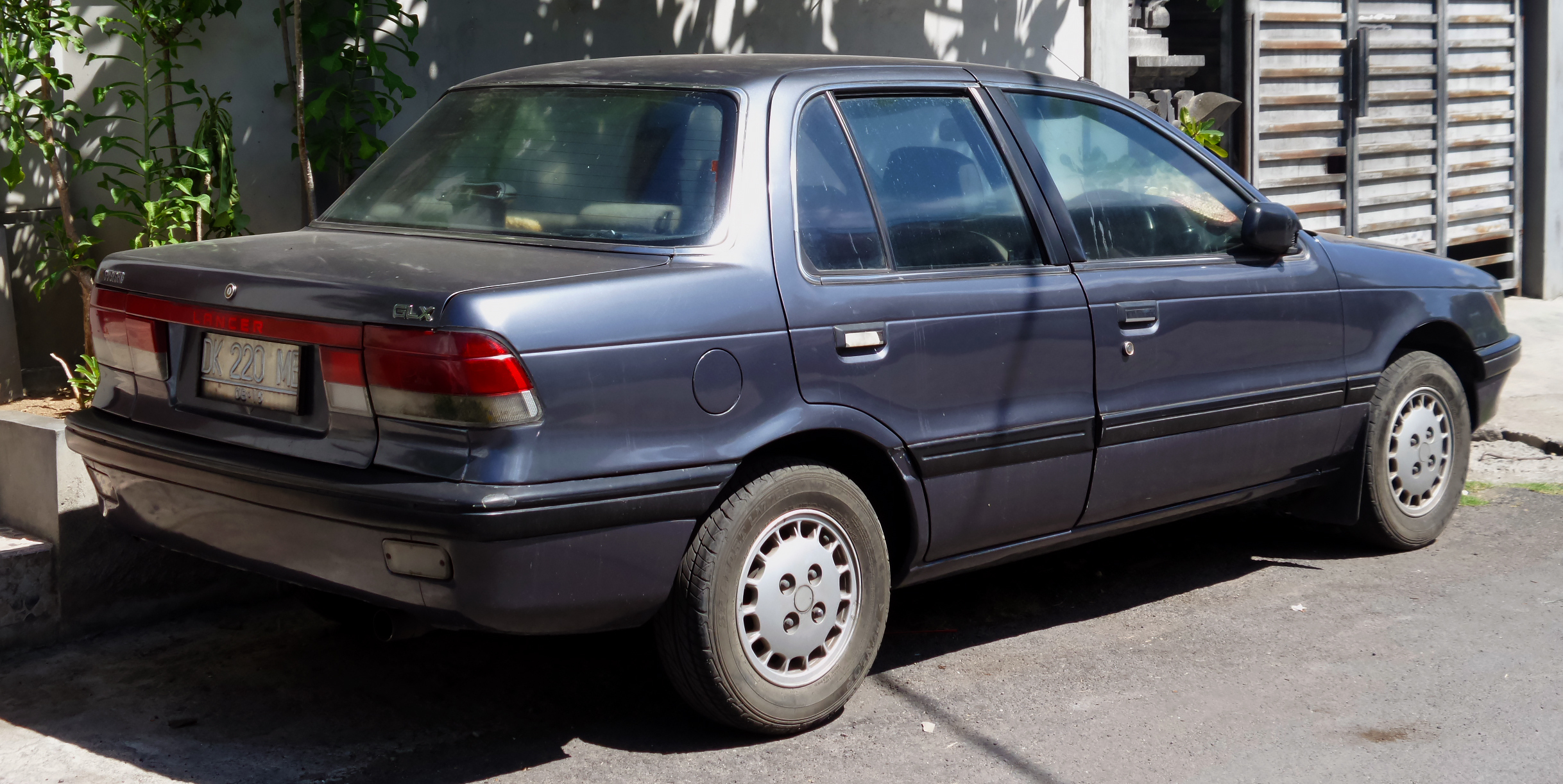
四門轎車後期型車尾，攝於印尼

### 第四代CA0/CB0/CC0/CD0系（1991年-1995年）
三門掀背車/四門轎車的生產年份為1991年至1995年，雙門轎跑車則是1993年至1995年。

1991年 - 10月大改款的第四代Mirage正式問世，所有車體結構煥然一新，外型設計改成圓潤飽滿的趨向，車體風格除了原有的三門掀背車之外，另有獨特的六個車窗之四門凹背車，這是為了和共用底盤平台的三菱Lancer（四個車窗）做出區別。動力心臟可選擇1.3L直列四缸SOHC 4G13型、1.5L直列四缸SOHC MVV 4G15型（配合五速手排變速箱）、1.6L直列四缸DOHC 4G92型以及1.8L直列四缸SOHC 4D65T型渦輪增壓柴油引擎（限四門轎車）等多樣化的馬力選項。
因為此世代之Mirage適逢泡沫經濟期，內裝質感為歷代之最，頂級車型甚至配置小型液晶顯示的自動空調系統，四門轎車型的駕駛座也有電動調整功能。三菱汽車對於此世代Mirage和Lancer的外銷版本命名相當多樣化，三門掀背車叫做Mirage或Colt，雙門轎跑車則叫做Lancer，四門轎車只有四個車窗的版本銷往海外，稱為Lancer或者Mirage。
1992年 - 值得注意的是2月發表名為「三菱Mirage 6」的車型，所搭載的1.6L V型六缸DOHC 6A10型引擎是當時全球車壇容積量最小的V型六缸引擎，打破了原先由馬自達MX-3所保持的紀錄。按照配備的多寡，分成「ROYAL」、「VIE LIMITED」、「VIE SALOON」等三種車型。同年5月份，以三菱Lancer為基礎而衍生的三菱Libero和Libero Cargo上市，故第二代的五門旅行車和五門廂式商用車至此走入歷史。同年10月實施部分改良，1.6L直列四缸DOHC 4G92型引擎改為MIVEC可變氣門正時，馬力提升至175ps。至於四門轎車的手排車型改成具備汽缸休止技術的MIVEC-MD規格，以提升油耗表現。此外，睽違一年多的CYBORG運動化車型再度復活，分成「CYBORG-R」、「CYBORG」等二種。
同年第四季澳大利亞發售「三菱Lancer CC」，分成雙門轎跑車、四門轎車、五門旅行車等，五速手排變速系統是標準配備，雙門和四門的GSR車型可選三速自排，其他則是四速自排。除了GSR車型配置DOHC結構、渦輪增壓器、中冷器之外，其餘車型的引擎皆是SOHC結構。
1993年 - 5月推出「三菱Mirage Asti」，這是車尾多出一截、軸距延長60mm的雙門轎跑車車型；另外發售限定特仕車「CYBORG RS」。
1994年 - 1月實施小改款，1.3L三門掀背款及所有搭載MVV引擎的款式追加四速自排的「J」車型，1.6L MIVEC引擎的Asti雙門轎跑款新設「RX」車型，三門掀背1300也追加「Super F」車型；另外發售限定特仕車「Super Asti」。
1995年 - 5月推出特別仕樣車1.3L三門掀背「Fabio」車型。

#### 獲獎紀錄
第四代Mirage三門車型曾獲得1992年度優良設計獎。

#### 寶騰汽車之衍生車種
1993年 - 馬來西亞的寶騰汽車以第四代Lancer的CB2A–CB4A-CD9A平台，自行修改儀表板、進氣格柵、引擎蓋等處之外觀設計，並沿用第四代Mirage四門凹背車的頭燈、前保桿及前擋泥板，以及1987年Galant掀背車型的尾燈，推出了四門轎車及五門斜背車寶騰Wira。
1994年 - 寶騰汽車於年底推出三門掀背車寶騰Satria，並沿用第四代Mirage Colt外觀，但前保桿和擋泥板略有出入。
1996年 - 寶騰汽車於年底推出二門轎跑車寶騰Putra，並沿用第四代Mirage Asti外觀，機械構造近似第四代Lancer，頭燈與尾燈可彼此互換，但前保桿和擋泥板略有出入。
2002年 - 寶騰汽車推出二門多功能轎跑車或轎式皮卡貨車寶騰Arena，大部分機械構造皆源自第四代Lancer，車頭造型與前半段車廂近似四門轎車寶騰Wira，車身後半部則為開放式車斗。

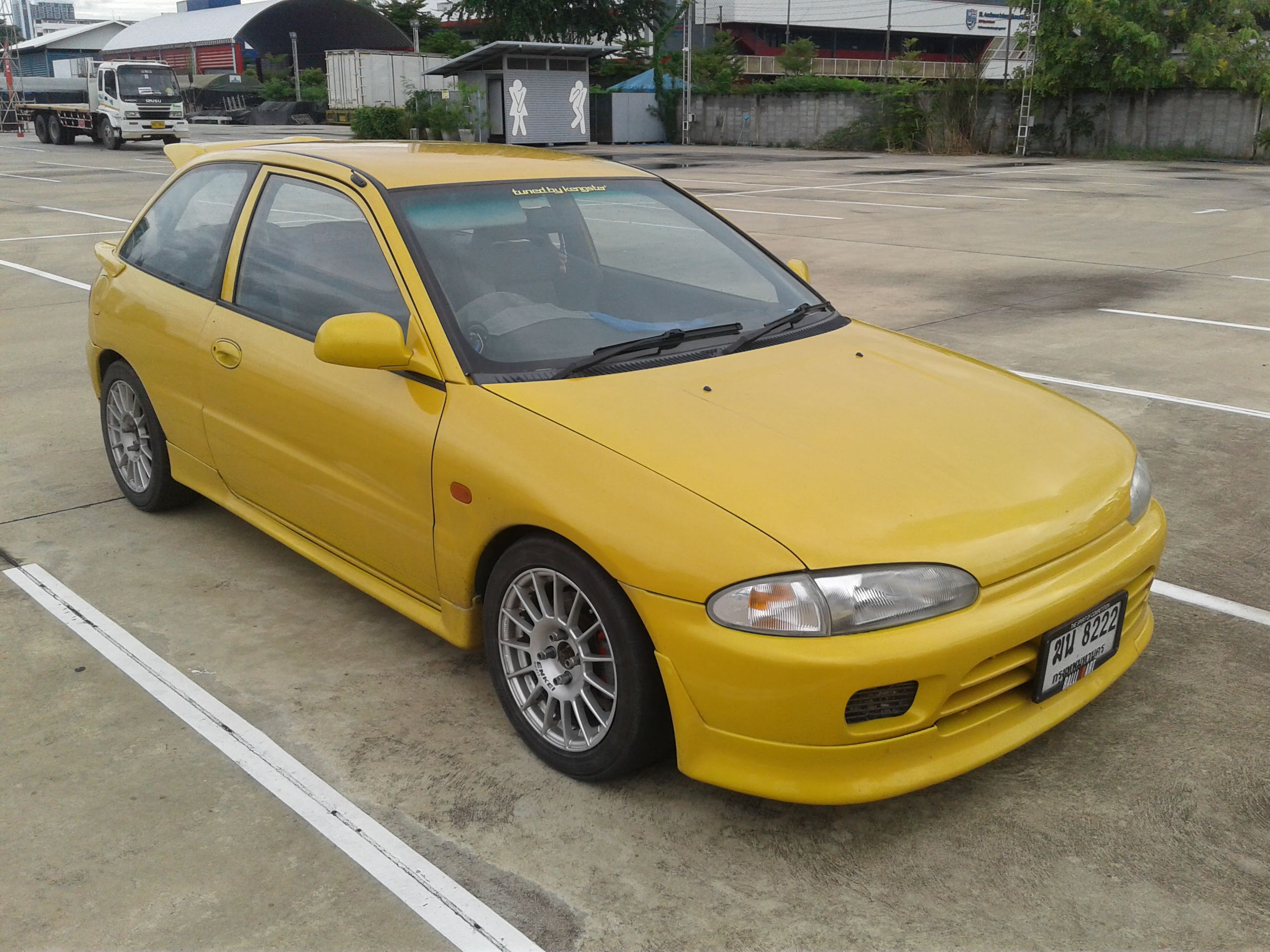
Mirage CYBORG-R車頭
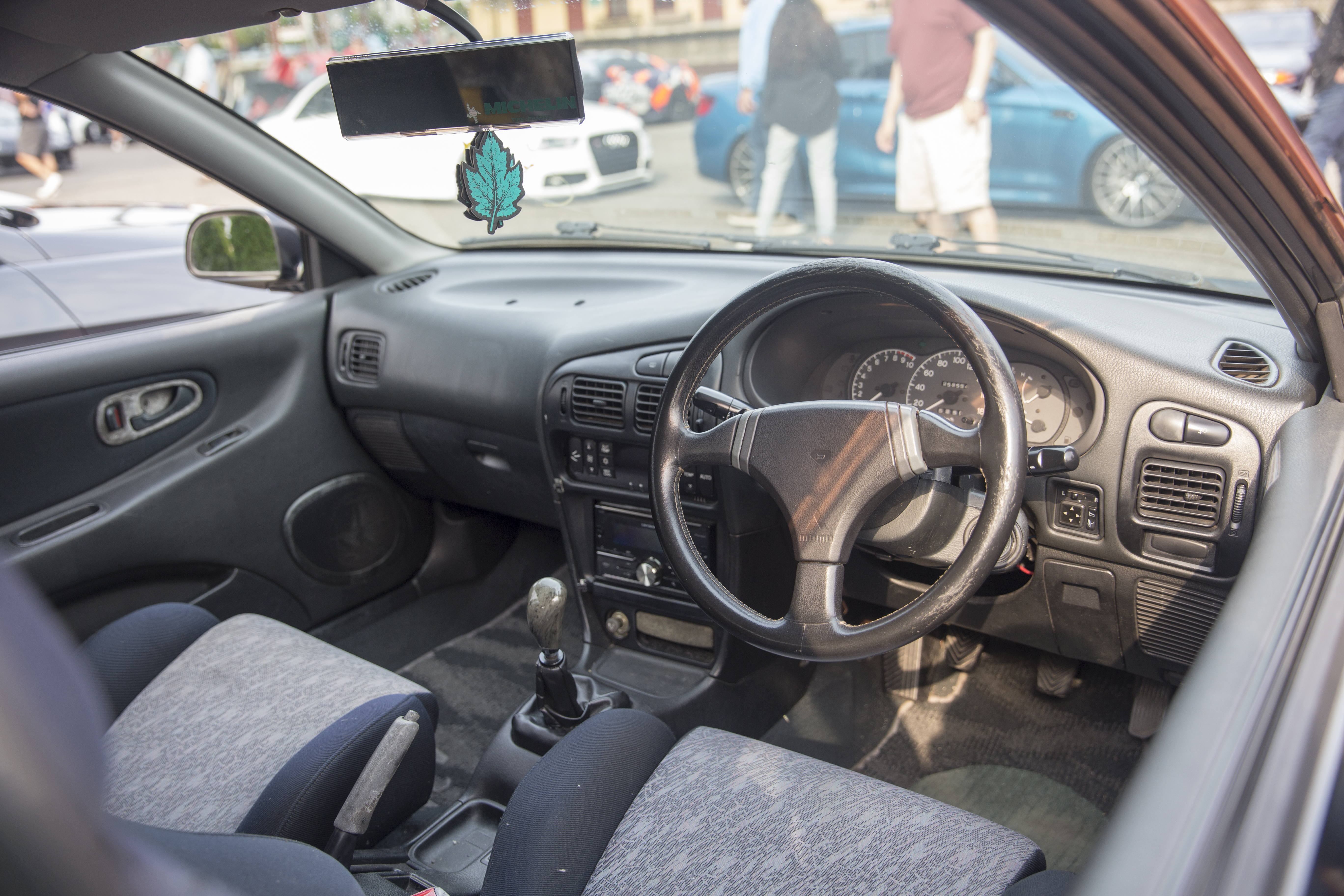
Mirage CYBORG-R內裝
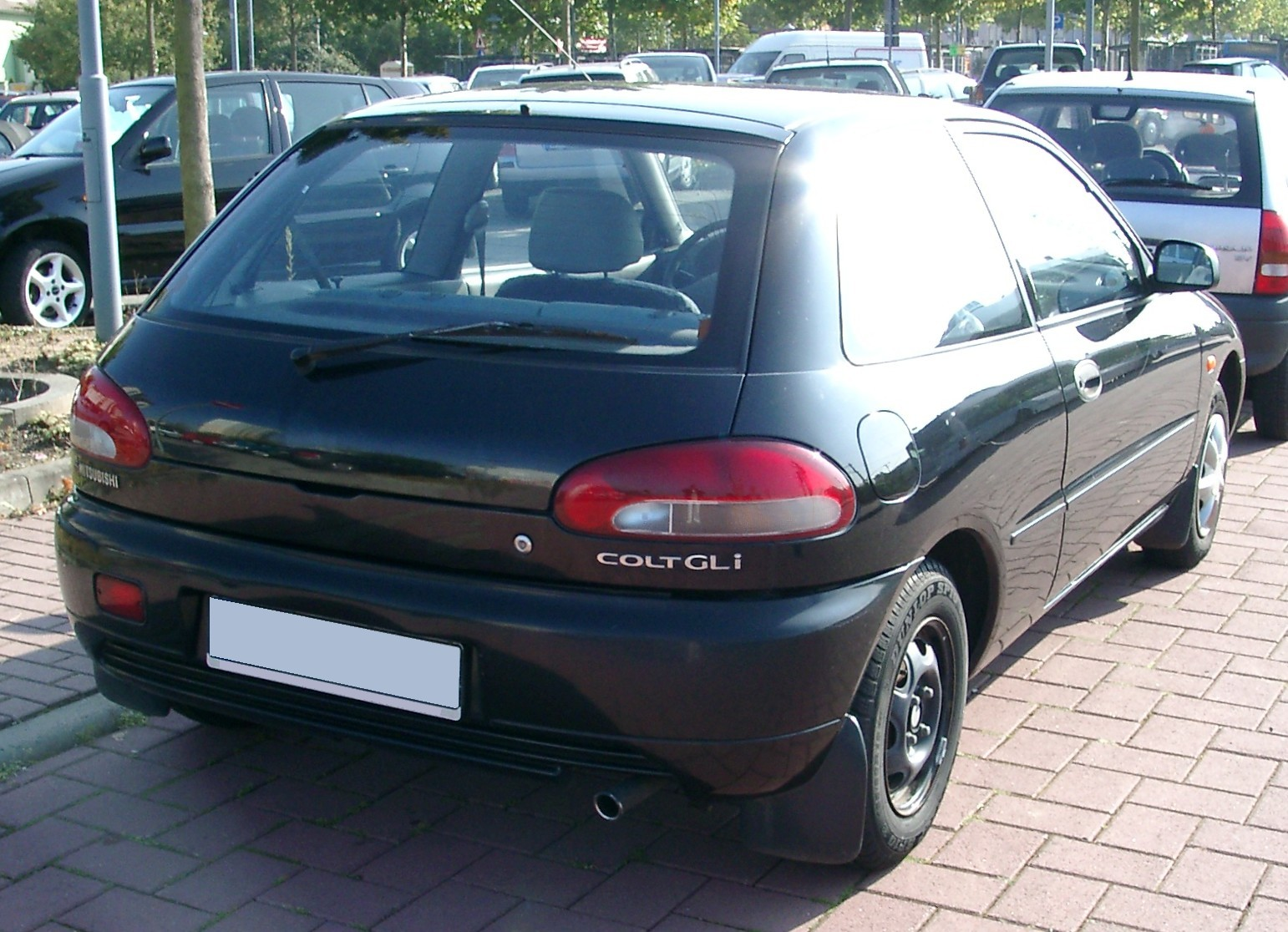
歐規三門掀背Colt車尾
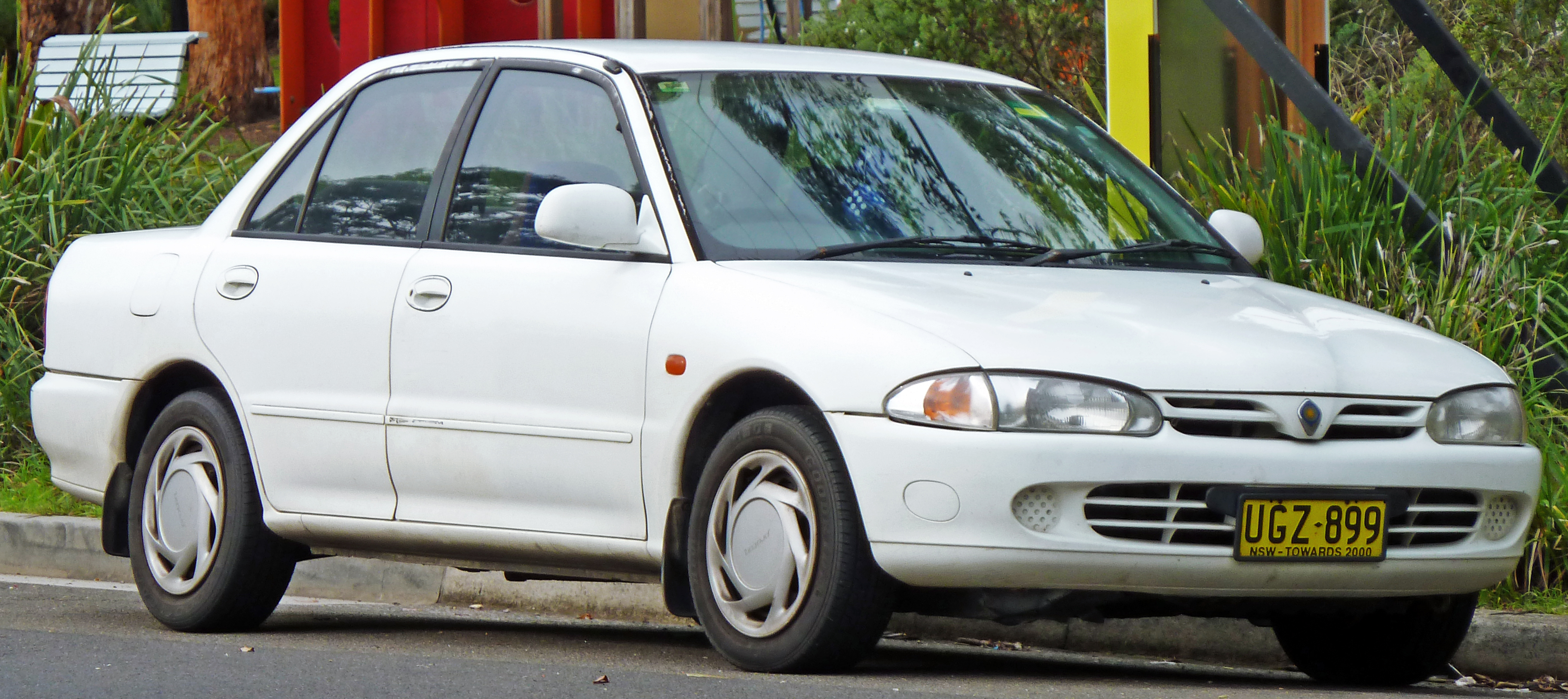
衍生車款寶騰Wira
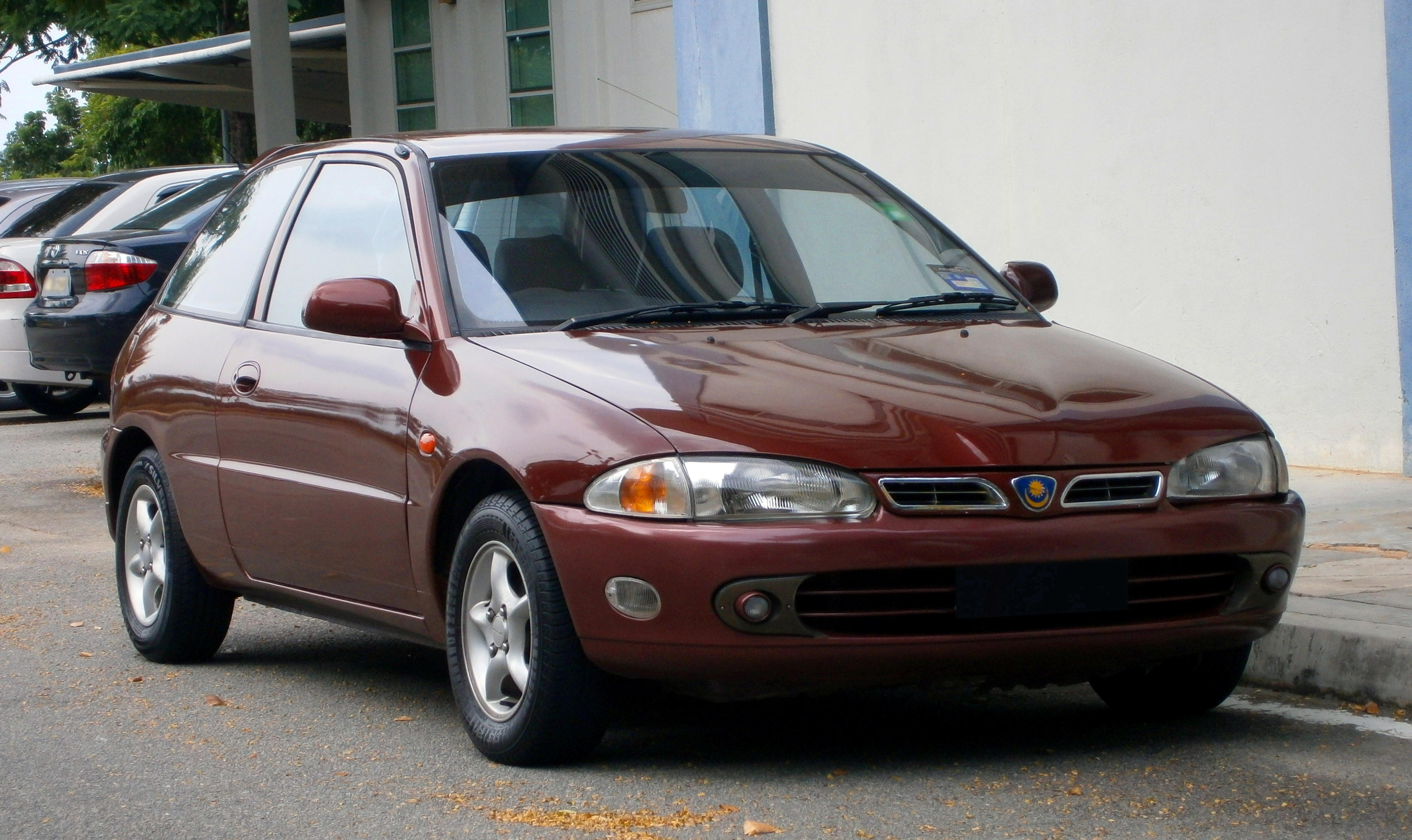
衍生車款寶騰Satria
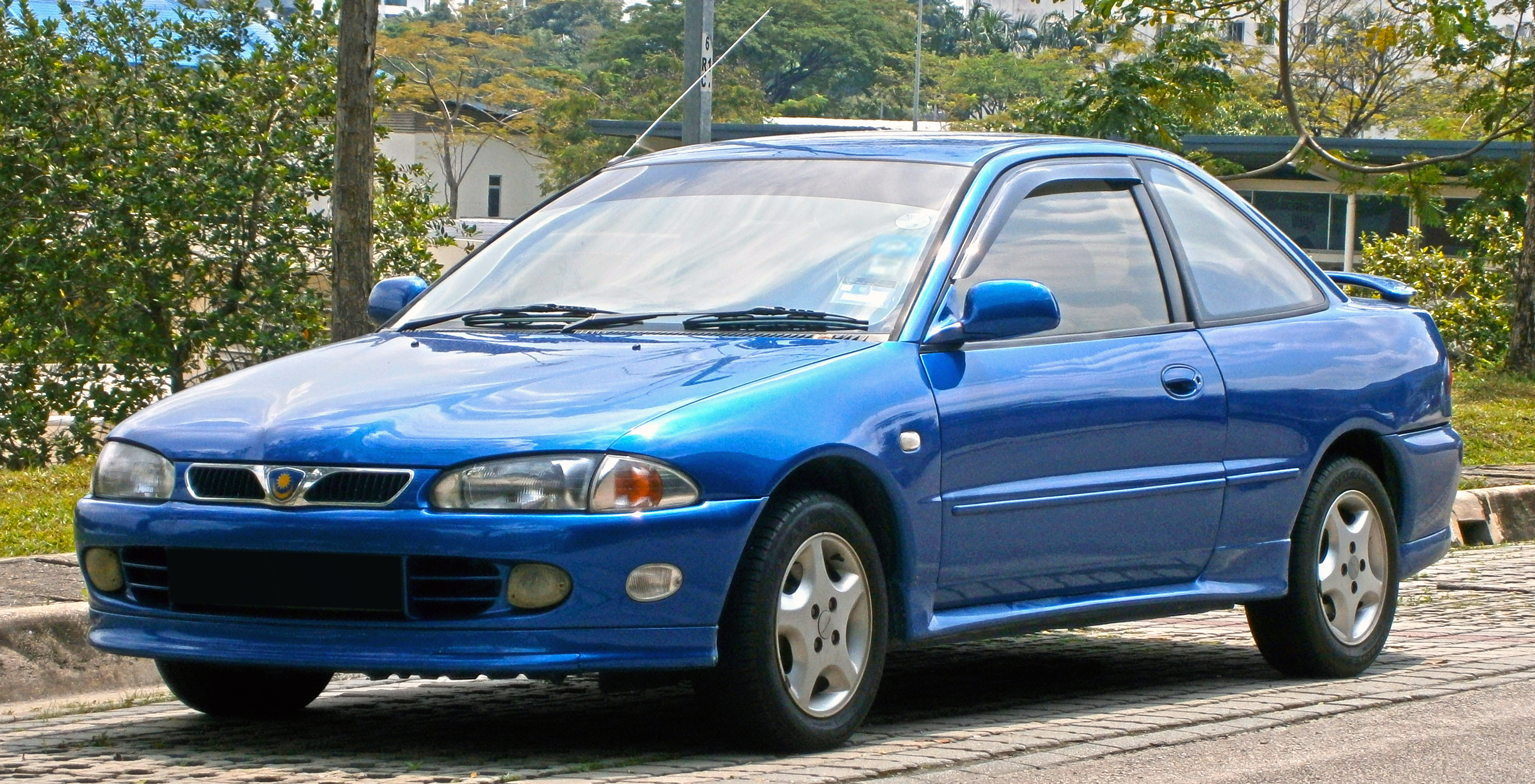
衍生車款寶騰Putra
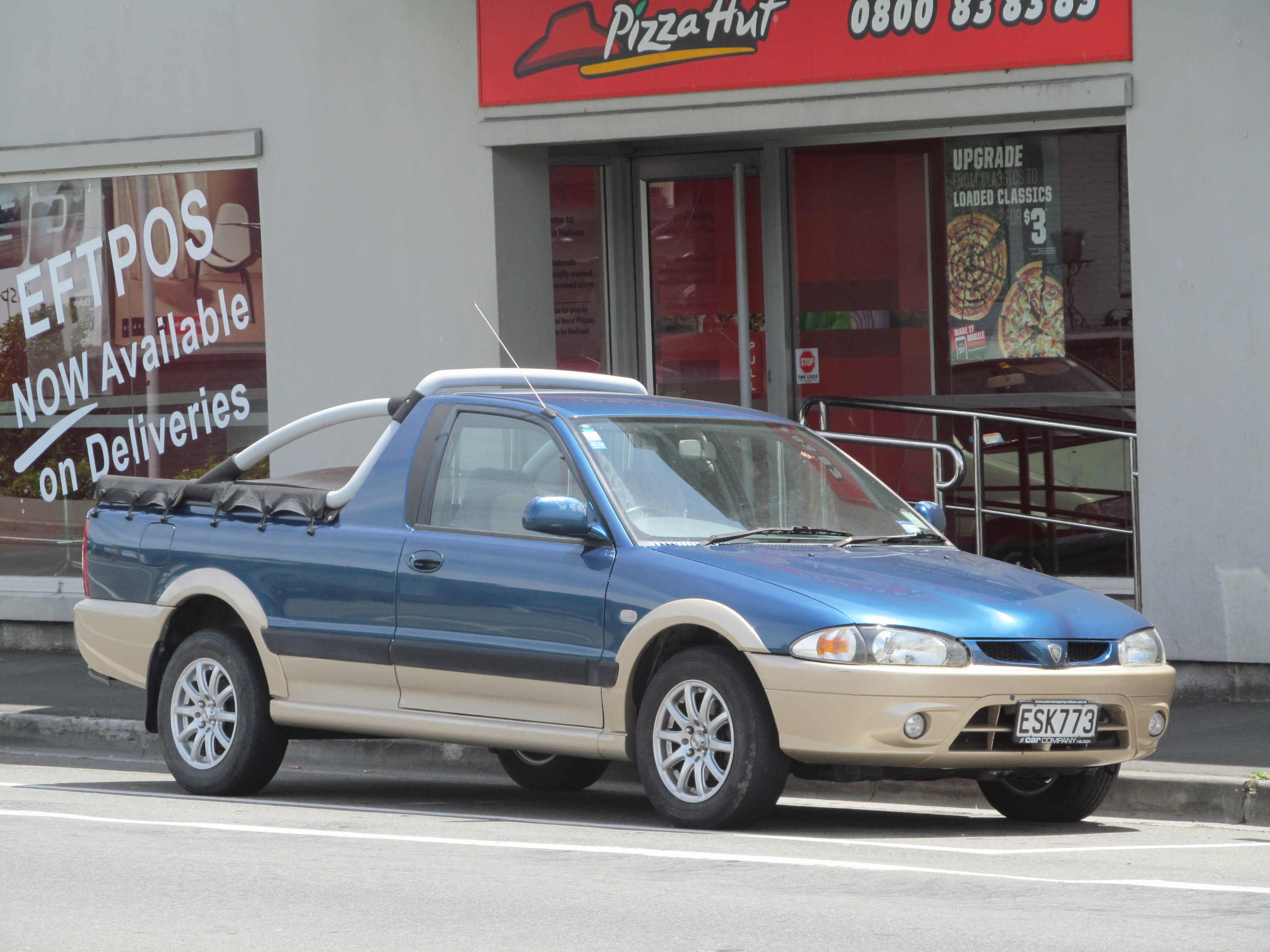
衍生車款寶騰Arena（英语：Proton Arena）

### 第五代CJ0/CK0/CL0/CM0系（1995年-2000年）
另參見三菱Lancer#第五代CK0/CM0系（1995年-2000年）

1995年 - 10月大改款的第五代Mirage正式發表，分成四門轎車及三門掀背車等二種，電視廣告的代言人物是中居正廣及和久井映見。車身外觀維持上一代的設計概念，受到日本泡沫經濟破裂的影響而極力降低成本，於是絕大多數的零組件與Lancer共用，兩個車種的差異僅僅在於水箱罩、行李廂、方向燈殼等處。動力心臟除了從1.6L V型六缸DOHC 6A10型變更成1.8L V型六缸SOHC 6A11型引擎（四門轎車專用）之外，其餘設定大抵未做變動。其中1.8L V型六缸SOHC 6A11型引擎受到削減成本的影響，不得不改成頂置雙凸輪軸的方式；同時汽油從高辛烷值的高級無鉛汽油改成普通無鉛汽油。另外需要注意的是，三菱Mirage Dingo的車名中雖然帶有「Mirage」，卻並非以本車型為基礎而衍生。同年12月推出大改款的雙門轎跑車型，且三門與雙門車型追加運動化的「RS」車型。
1996年 - 10月進行部分改良，將ABS防鎖死煞車系統及助手席安全氣囊納入全車系標準配備。同年三菱汽車菲律賓公司導入第五代Mirage國產化，由入門到頂級分成EL、GL及GLXi等三種車型，前二者配置1.3L或1.5L引擎，頂級GLXi車型則為1.6L。
1997年 - 由於彼時日本車壇流行懷舊風格，譬如日產March Bolero，於是原廠順勢於7月推出復古風設計的「三菱Mirage Modarc」。車頭進氣壩改成直瀑式鍍鉻飾條，霧燈改為圓形，前後保桿左右各有一條鍍鉻飾條，車色共有墨綠、深藍、灰、黑、白等五種可供選擇。
同年8月進行小改款，全車系的頭燈燈罩改成多反射面式，四門轎車進氣壩改成和三菱Lancer一樣，停售搭載1.5L直列四缸SOHC MVV 4G15型引擎的車型，四門轎車及雙門轎跑車的行李廂及尾燈多了一條折線，形成凹陷的形狀。
1998年 - 6月印度斯坦汽車引進此代車型並國產化，稱之為「三菱Lancer」。動力來源有1.5L直列四缸DOHC 4G91型、2.0L直列四缸SOHC 4D68型等二種，搭配五速手排變速箱。第六代Lancer改稱「三菱Cedia」一併於2006年發售（但取消「寶雷臉」車頭造型小改款後，改稱「三菱Cedia Sports」），再加上進口的Lancer Evolution X，形成印度市面上同時有三種車款發行的奇特現象。直到2012年6月Lancer停產，翌年2013年Cedia Sports停產，Lancer Evolution X也於同年稍晚停止引進該地。
2000年 - 3月停產，並於5月停售。此外，設立於1978年3月的經銷商體系「Car Plaza」原本為了Mirage車系而生，既然Mirage停產停售，遂於2003年移除。
2003年 - 當2001年第六代Lancer以進口車身份引進委內瑞拉之後，2003年至2010年之間三菱汽車以「三菱Signo」之名在當地生產組裝第五代Mirage四門轎車版，依配備多寡分成1.3L的GLi、1.6L的Plus與Taxi等車型。

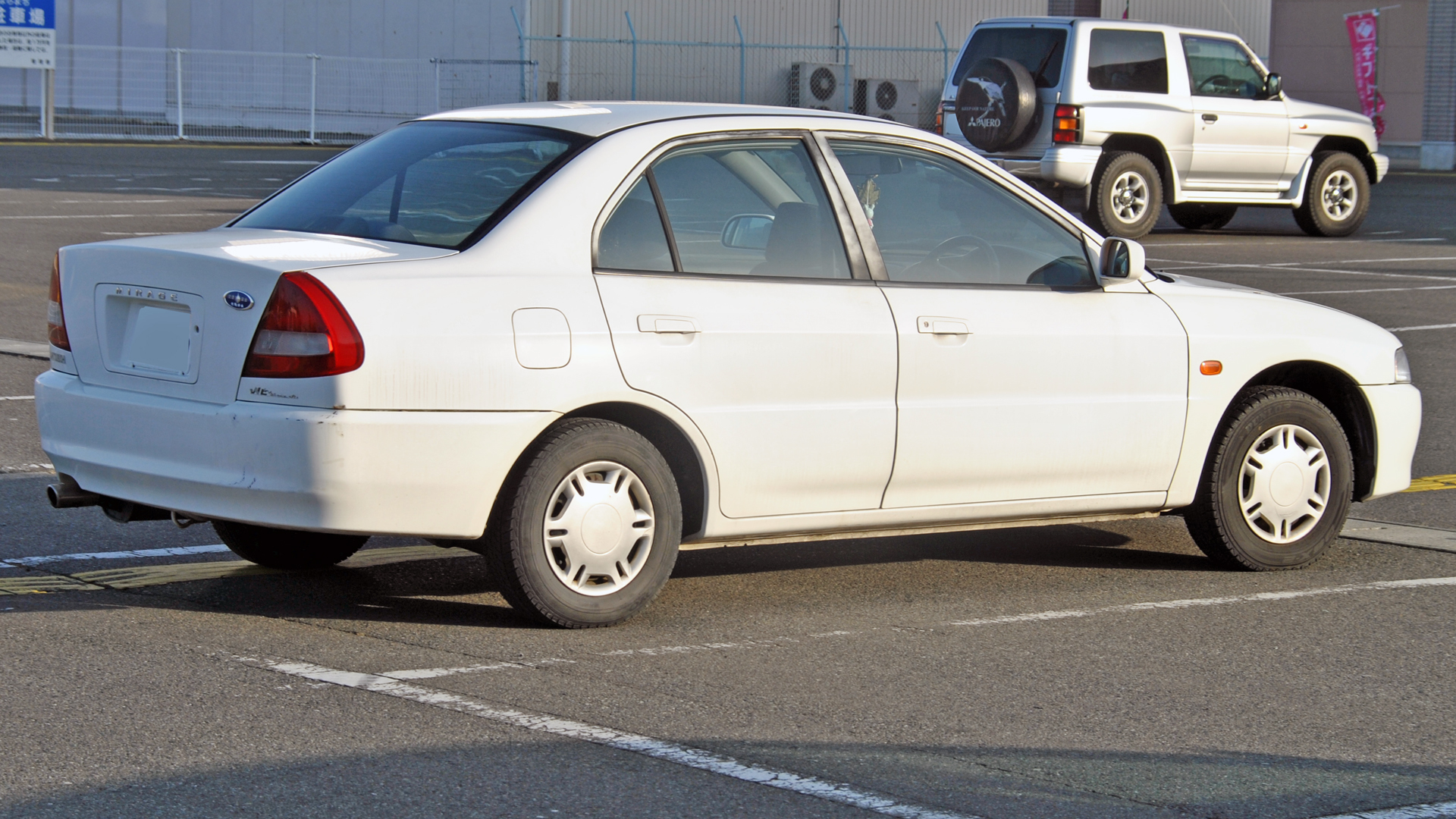
四門轎車前期型車尾
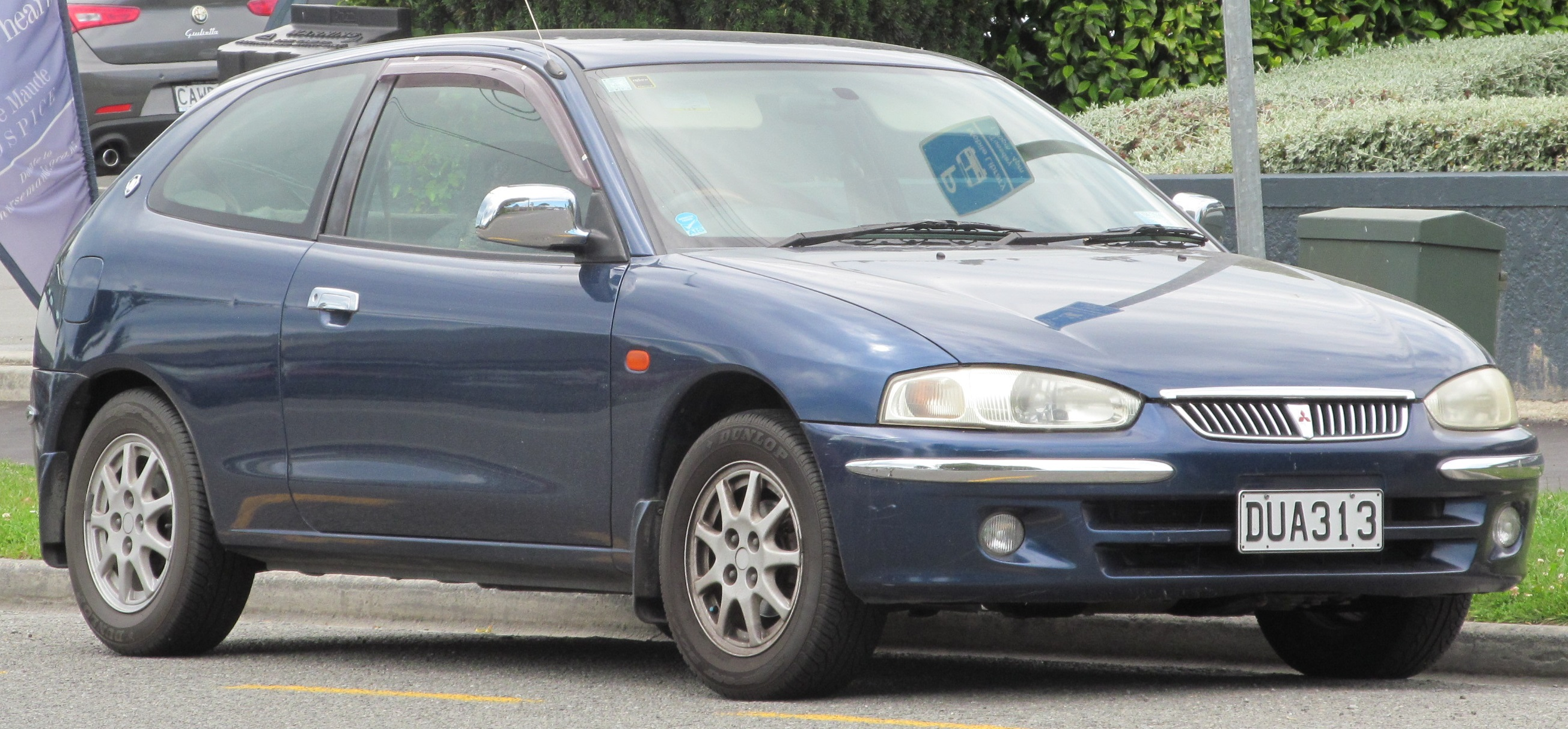
Mirage Modarc車頭
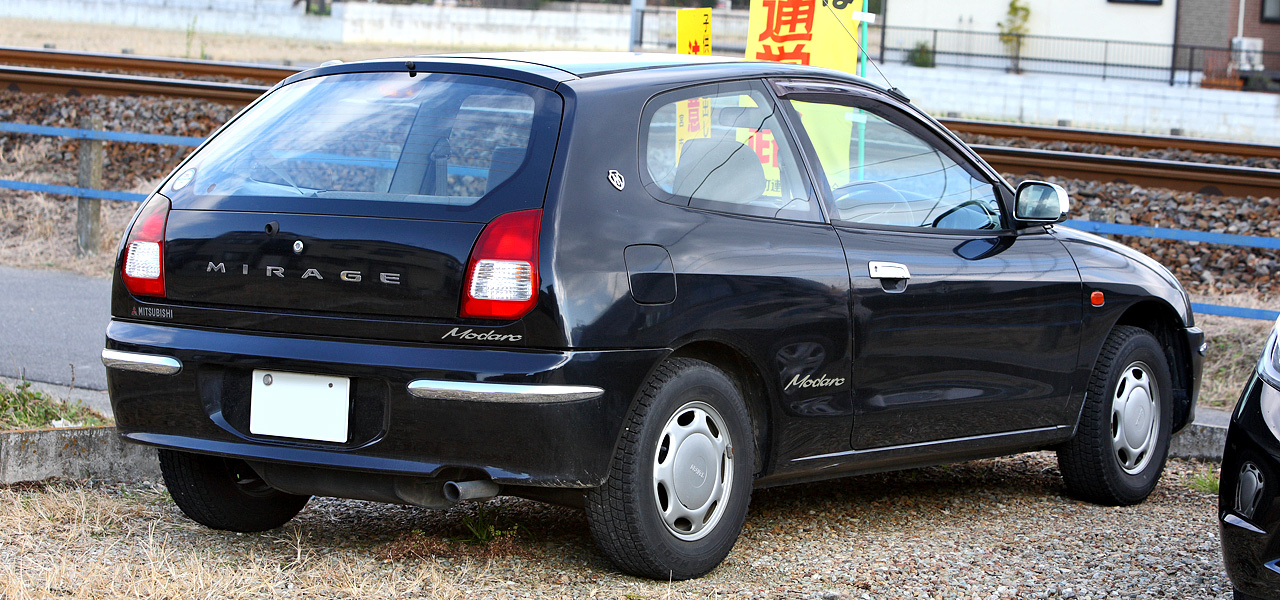
Mirage Modarc車尾
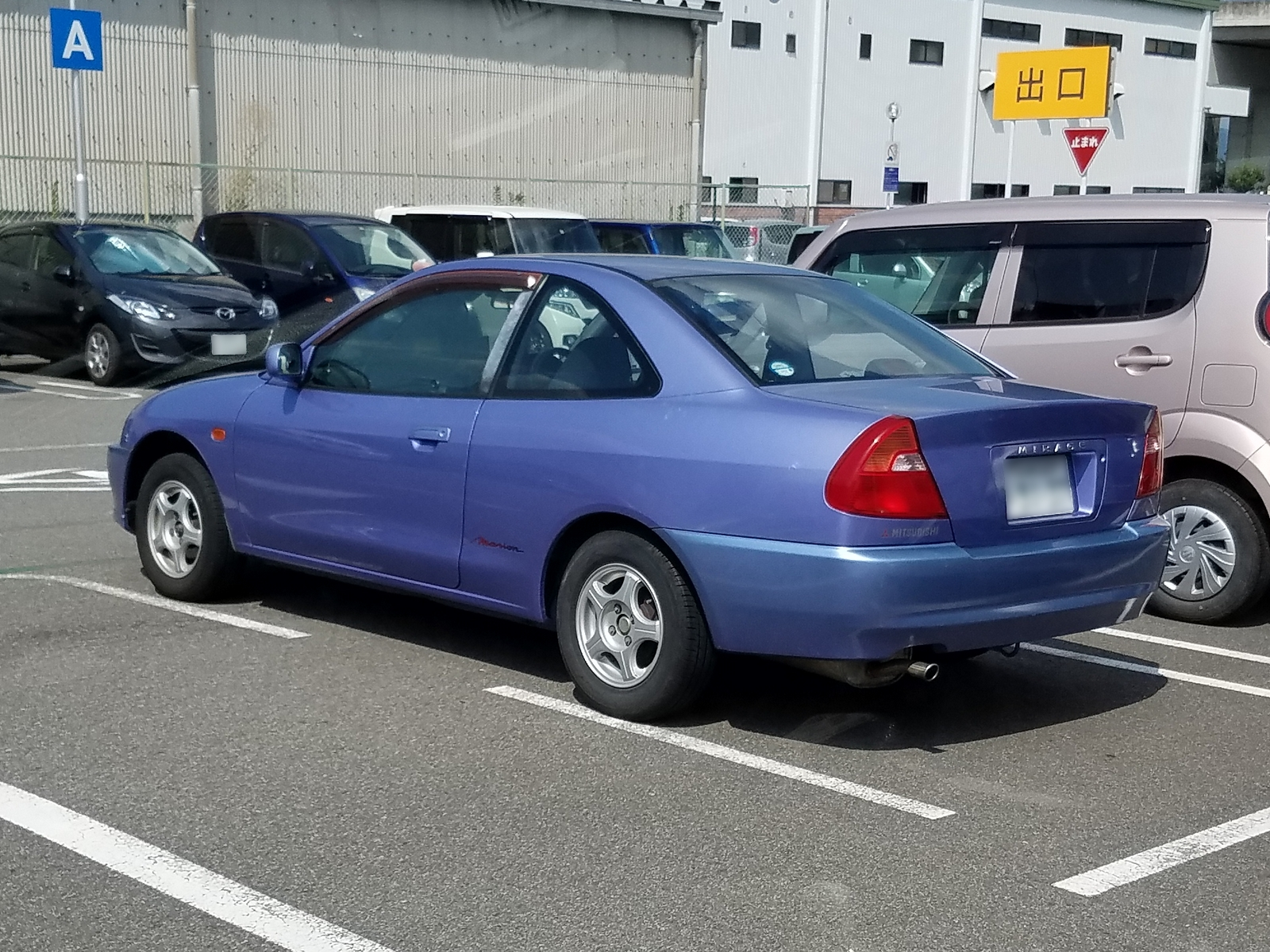
雙門轎跑車後期型車尾
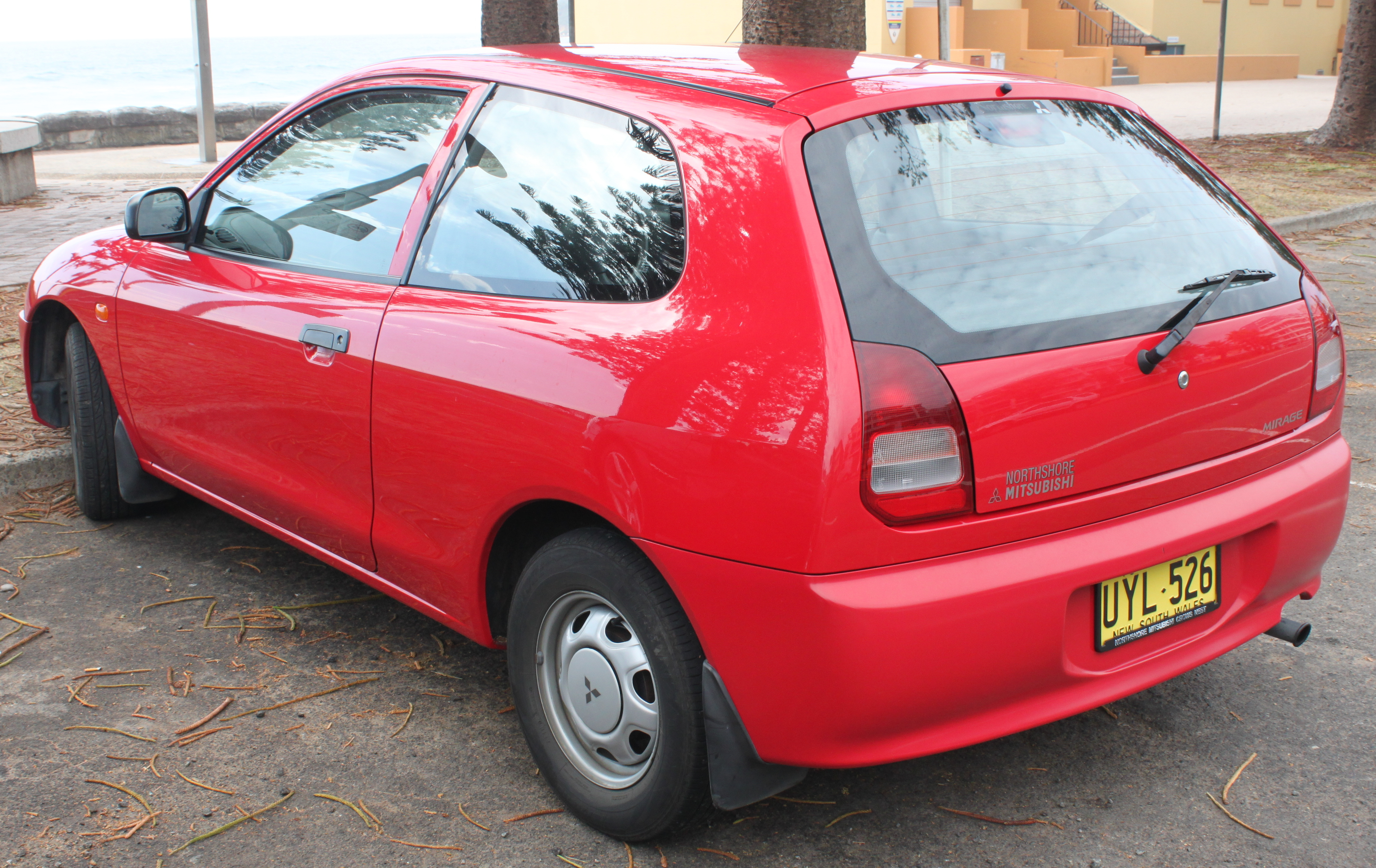
三門掀背車後期型車尾

### 第六代A00/LA/A10系（2012年迄今）
2011年 - 3月舉行日內瓦汽車展時，三菱汽車展示其概念車，並表示將量產成全球戰略車。同年11月30日開幕的第42屆東京車展同樣展示此輛概念車，並宣布將以「Mirage」之名上市。
2012年 - 3月1日起在泰國春武里府林查班工業園區建立的三菱汽車泰國第三工廠投產第六代Mirage。睽違10年之久，三菱汽車正式於3月28日開幕的曼谷國際車展上公開宣布第六代Mirage於泰國市場開賣。該車款主打新開發的1.0L直列三缸DOHC 3A90型引擎，可輸出69hp / 6,000rpm的最大馬力與8.8kg·m / 5,000rpm的最大扭力，配合AS&G怠速熄火系統、使用發電機的再生制動系統、INVECS-III CVT無段自動變速器、降低車身的空氣阻力（Cd值僅0.27）、大約減少7%的車身輕量化工程等措施，使得最佳油耗表現達到27.2km/l的水準。
同年8月31日起正式以進口車身份進入日本市場，並邀請唐澤壽明與本假屋唯香作為產品代言人。可惜的是原廠本來設定的年銷售量是3萬輛，實際上卻腰斬成1萬5千輛。東洋經濟線上版認為，原廠想讓該車款同時兼具「先進國家的環保車」及「新興國家的入門車」的定位，結果卻適得其反。
2013年 - 3月25日在泰國曼谷車展上展出名為「Concept G4」的小型四門版概念車，7月四門轎車版的「三菱Attrage」在該地正式發表，動力來源為1.2L直列三缸DOHC 3A92型引擎。10月17日在菲律賓推出四門轎車版的「三菱Mirage G4」（即三菱Attrage），同樣由泰國第三工廠製造供應。
2014年 - 8月7日實行部分改良，將ASC車身動態穩定控制系統、上坡輔助系統、緊急制動輔助系統等列為全車系之標準配備，而入門「E」車款的駕駛座新增高度調整功能。同年12月25日追加「1.2G」車型，以原先之「G」車型換裝1.2L直列三缸DOHC 3A92型引擎，同時配備前霧燈、附方向燈的車門後視鏡罩、擋泥板、鋁合金輪圈、可折式短天線等；內裝方面則有真皮方向盤、鋼琴烤漆車門與變速箱飾板等。
2015年 - 2月3日道奇汽車在墨西哥當地以此代Mirage為基礎，推出换牌之後的四門轎車版「道奇Attitude」。這款車使用1.2L直列三缸DOHC 3A92型引擎作為動力來源，搭配五速手排變速箱或CVT無段變速系統，內裝方面配置兩具安全氣囊、ABS防鎖死煞車系統、方向盤快撥鍵、電動窗、旅程電腦、索尼音響系統與四具揚聲器等。
同年12月17日日本市場實施小改款，停止供應1.0L直列三缸DOHC 3A90型引擎，僅剩配置1.2L直列三缸DOHC 3A92型引擎的「G」、「M」兩種車型。在外觀方面，頭燈、水箱護罩、保險桿均重新設計，格柵為鍍鉻飾件，輪圈與尾燈樣式也有變動。在內裝方面大致上延續既有風格，但用料質感更為提升，頂級「M」車型改成Rockford Fosgate音響，多媒體資訊系統亦支援蘋果公司CarPlay及Android Auto。
2016年 - 原廠於3月25日開幕的紐約國際車展宣告四門轎車版「三菱Mirage G4」將引進北美洲市場，10月正式上市，以1.2L直列三缸DOHC 3A92型引擎搭配CVT變速箱，車色有白、銀、灰、紫紅、寶石藍等五種，內裝方面具備6.5吋觸控式螢幕，可以藍牙和手機連接，同時也支援Apple Carplay及Android Auto系統，另有恆溫空調系統、方向盤快撥鍵等。同年5月11日三菱汽車坦承油耗測試數據造假，暫時停止製造及銷售該車款，直至同年8月30日向國土交通省申報修正後之油耗測試數據。
2017年 - 6月泰國市場實施小改款，新增LED日行燈、USB插槽等，頂級車款更配置了可以支援Apple CarPlay功能的6.5吋觸控螢幕。9月5日美國《消費者報告》公布2017年10大最差車款，從道路測試表現、可靠性、車主滿意度和安全性等方面進行評選，其中最差微型車為三菱Mirage G4，雖然售價便宜、油耗表現出色，但引擎噪音過大、內裝鋪陳太廉價。
2018年 - 12月13日發售限量600輛的特仕車「BLACK Edition」，內裝方面具備黑紅雙色座椅、真皮多功能方向盤以及真皮排檔頭，外觀方面則採黑色對比車頂、黑色擾流尾翼、黑色後視鏡外蓋、黑色15吋輪框等。
2019年 - 11月18日泰國市場進行第二度小改款，最大的改變在於車頭導入家族特徵「Dynamic Shield」之造型設計，頭燈和尾燈也改為LED，15吋輪圈更換新樣式，新設鑽石白、沙漠黃兩種新車色。在內裝方面新增織布車門內飾板、類碳纖維紋路飾板（電動窗開關、儀表板外蓋）以及新式座椅（Mirage為皮革和織布交錯，Attrage為皮革包覆），並換裝成可支援Apple CarPlay的7.0吋多功能顯示螢幕與音響系統。
2021年 - 4月15日復推出「Black Edition」特仕車，車頂、尾翼、後視鏡外蓋、15吋鋁圈等皆採黑色塗裝，車身塗裝有白/黑、黃/黑、紅/黑、灰/黑等四種雙色，以及黑色可選。座椅改採黑、紅雙色搭配，並採用紅色縫線，此外新增了雙前座加熱座椅、加熱除霧後視鏡等配備。
2023年 - 由於難以修改結構以因應日本的電動動力輔助轉向相關法規，原廠宣布2月停止日本市場之進口販售。

#### 安全性召回
2015年12月22日三菱汽車表示，由於Mirage部分車型的線束存在問題，融化的雪水可經由駕駛座之地毯侵入線束，腐蝕後可能導致安全氣囊延遲爆開，衍生安全疑慮問題，故計畫於美國市場召回生產期間介於2013年8月至2015年9月之間、共計2.5萬輛的Mirage。

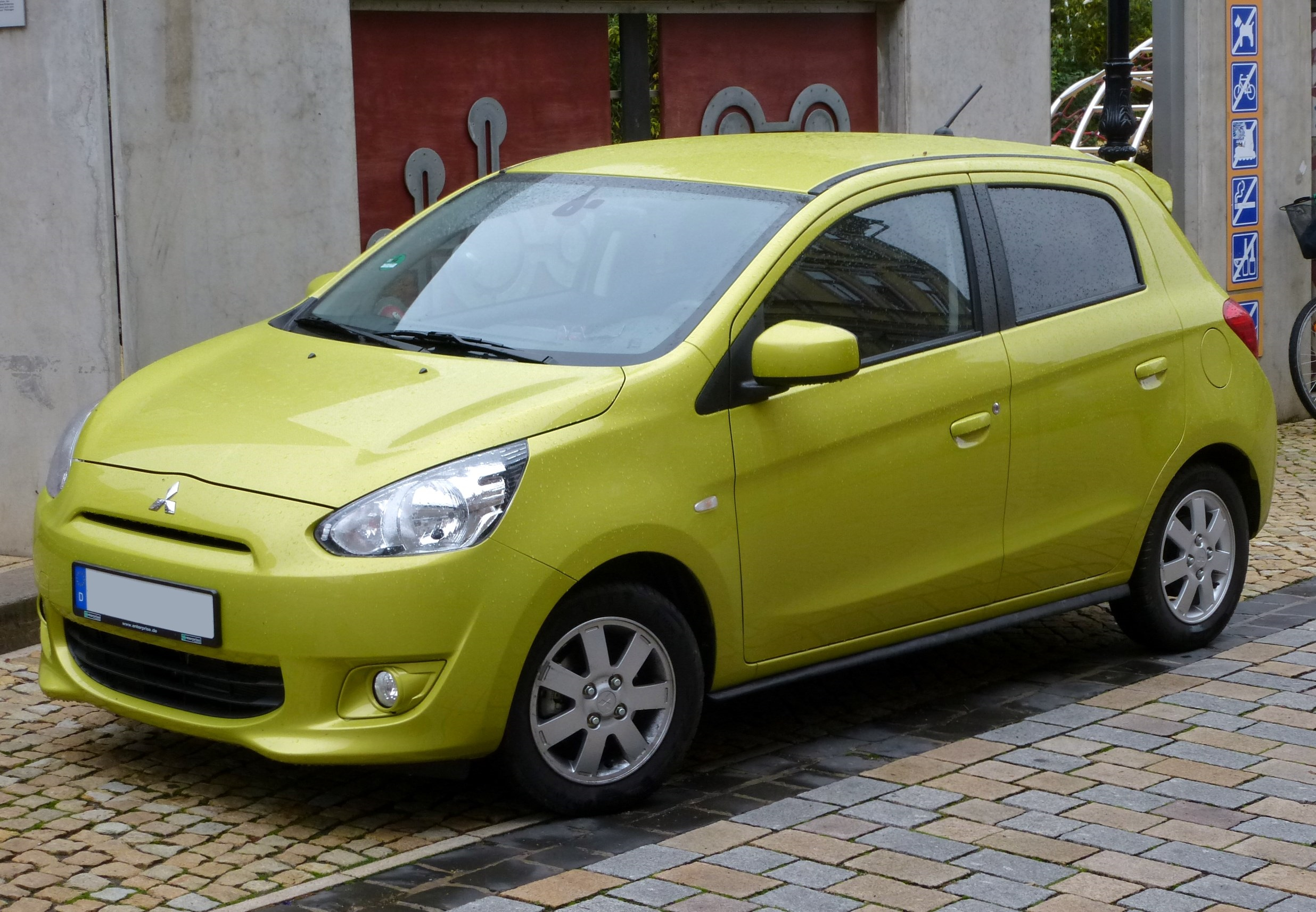
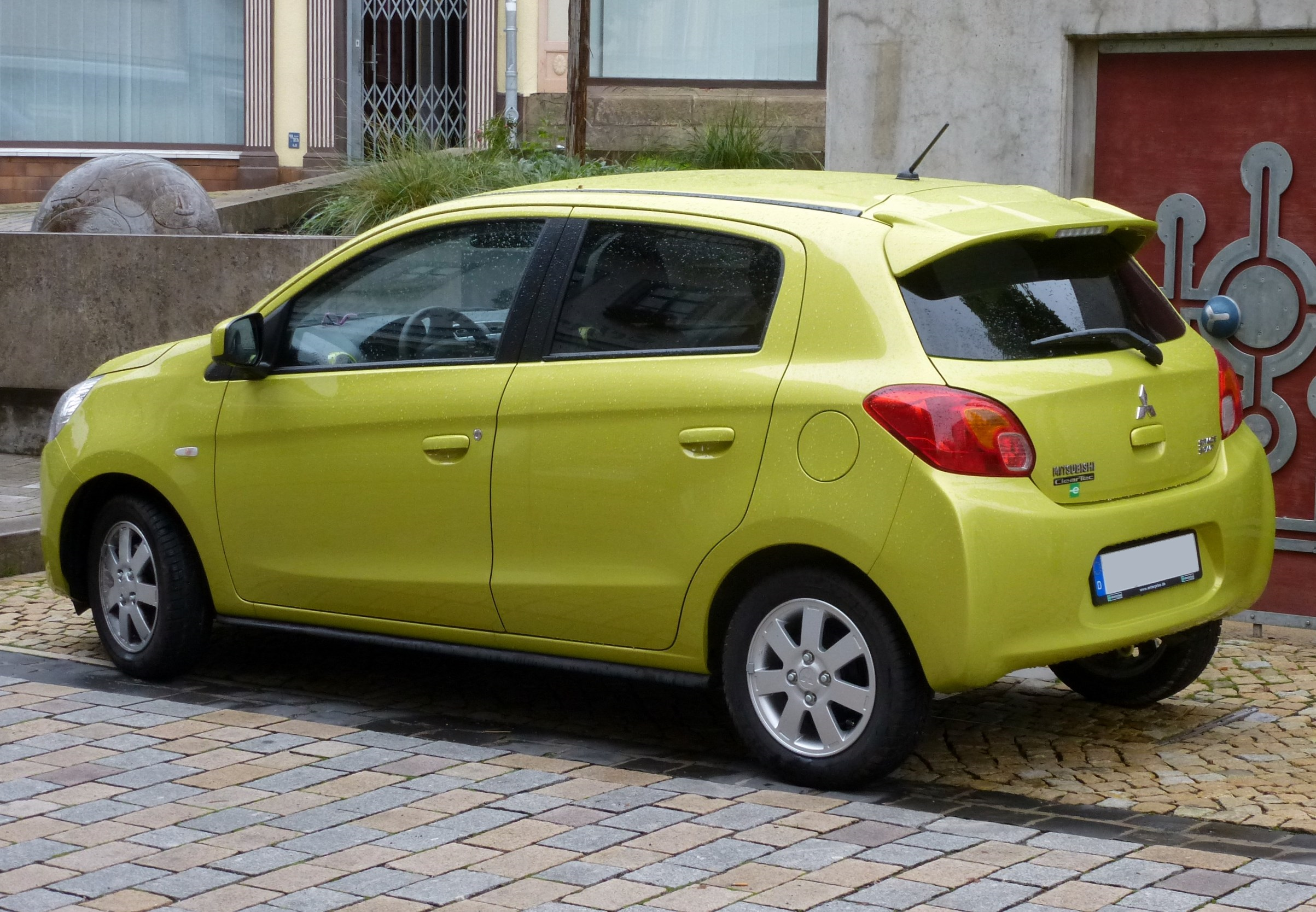
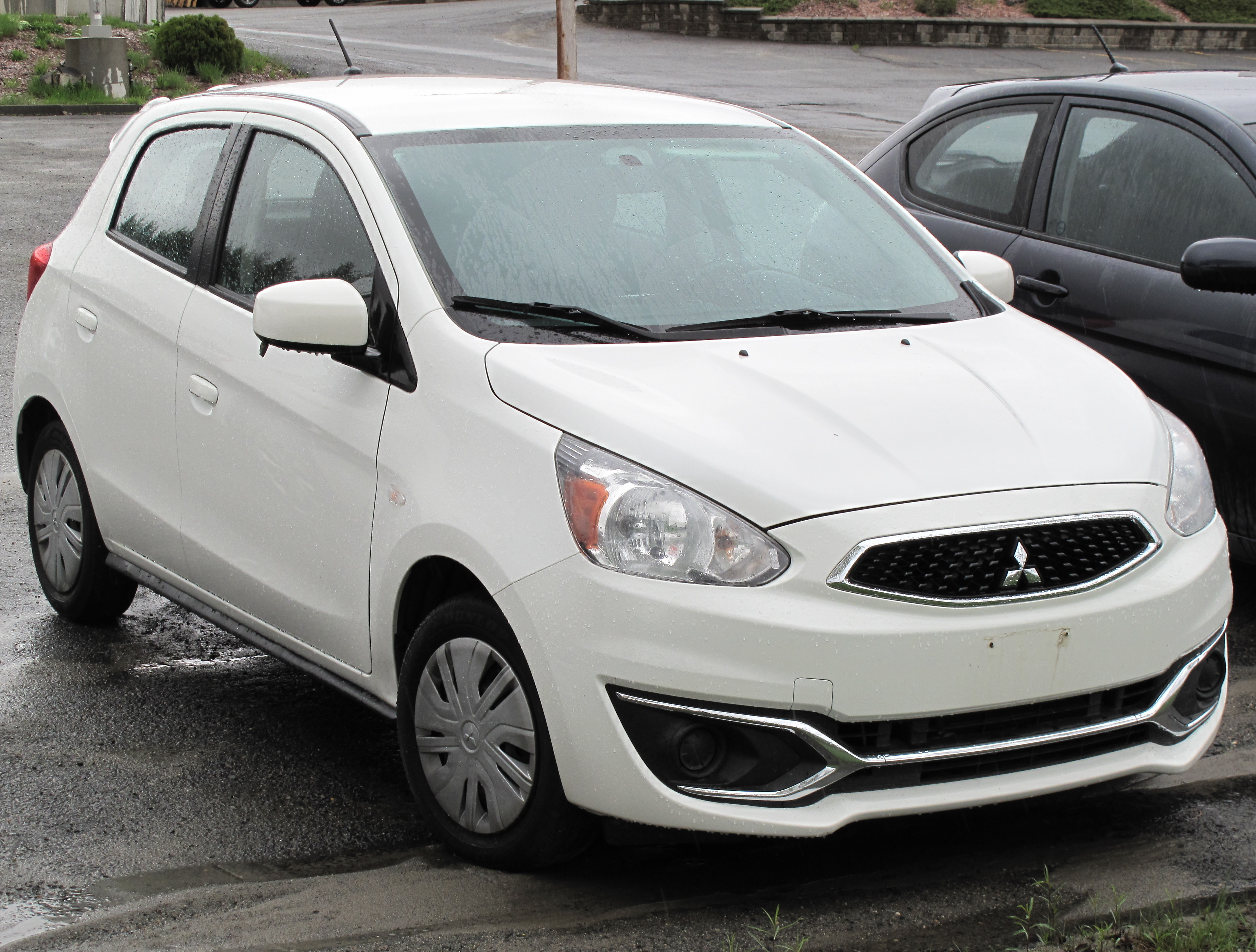
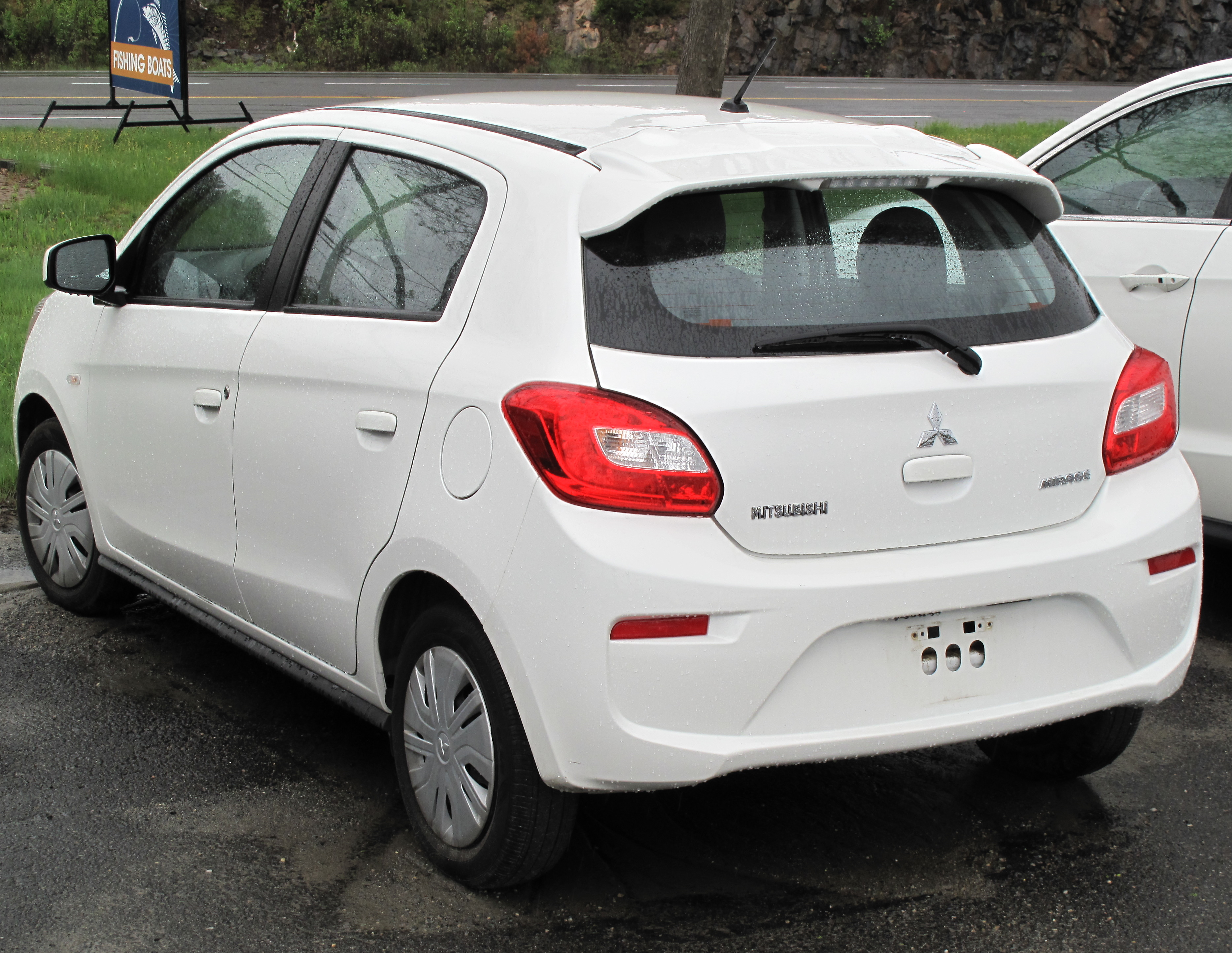
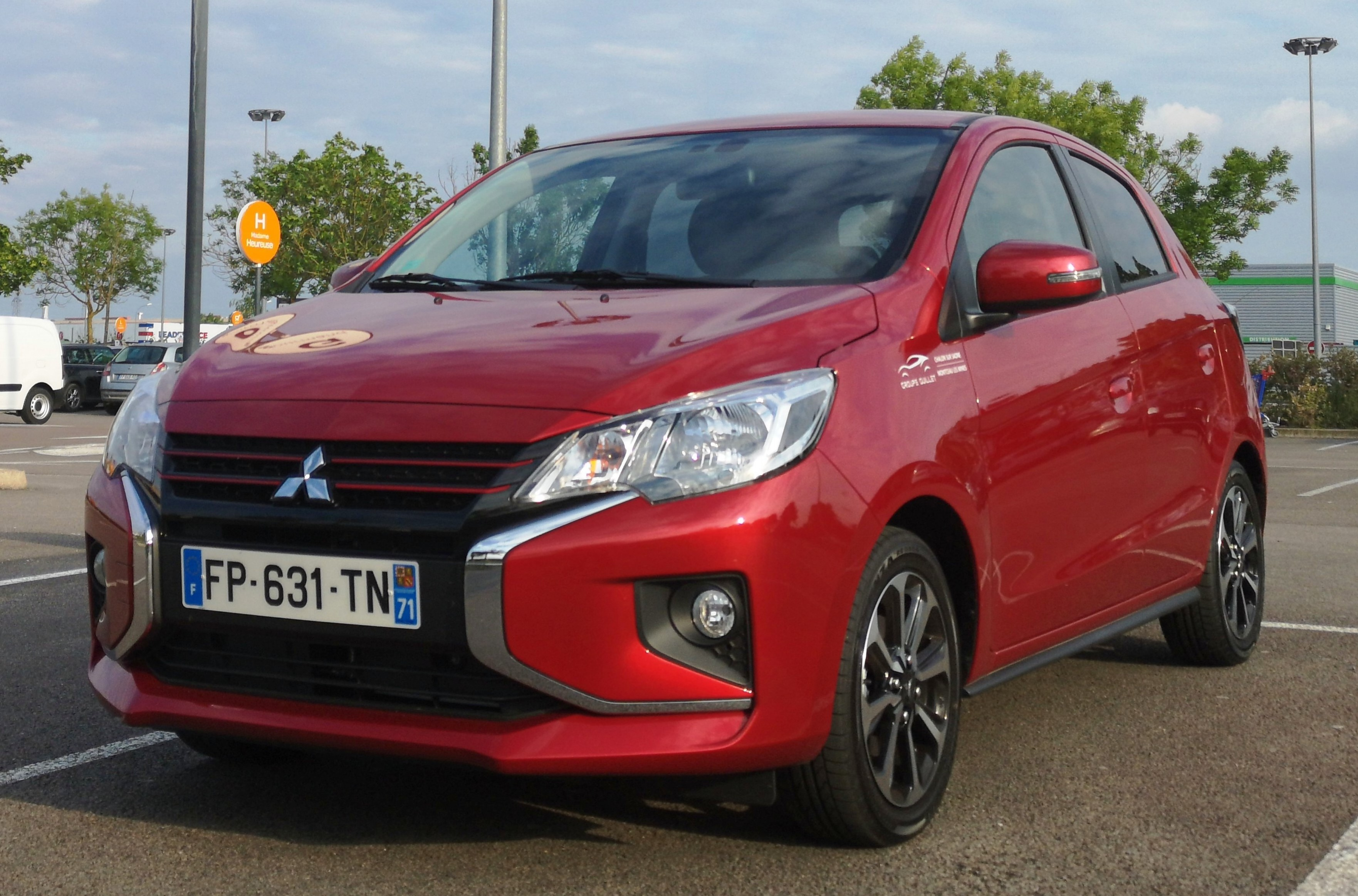
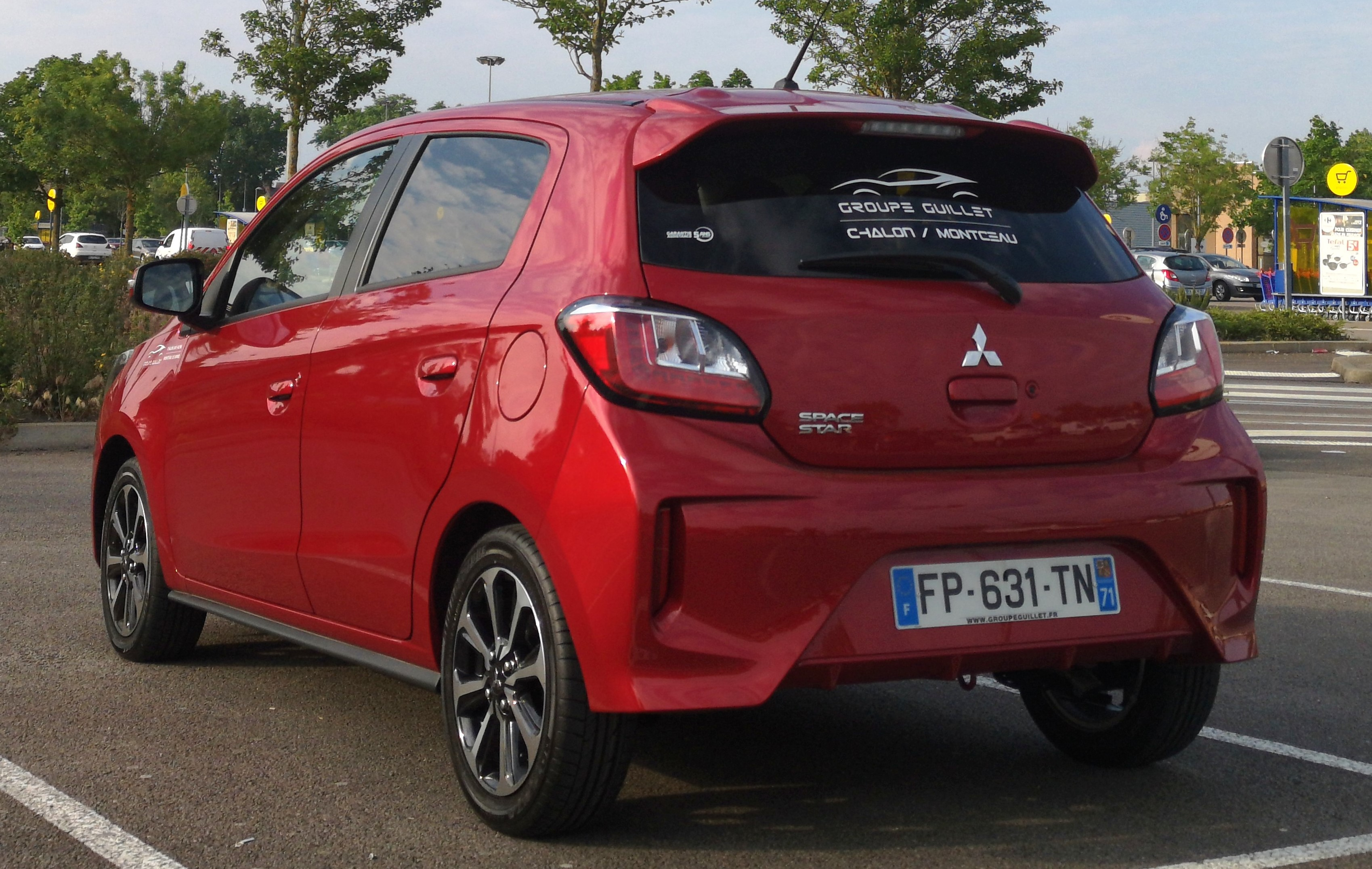
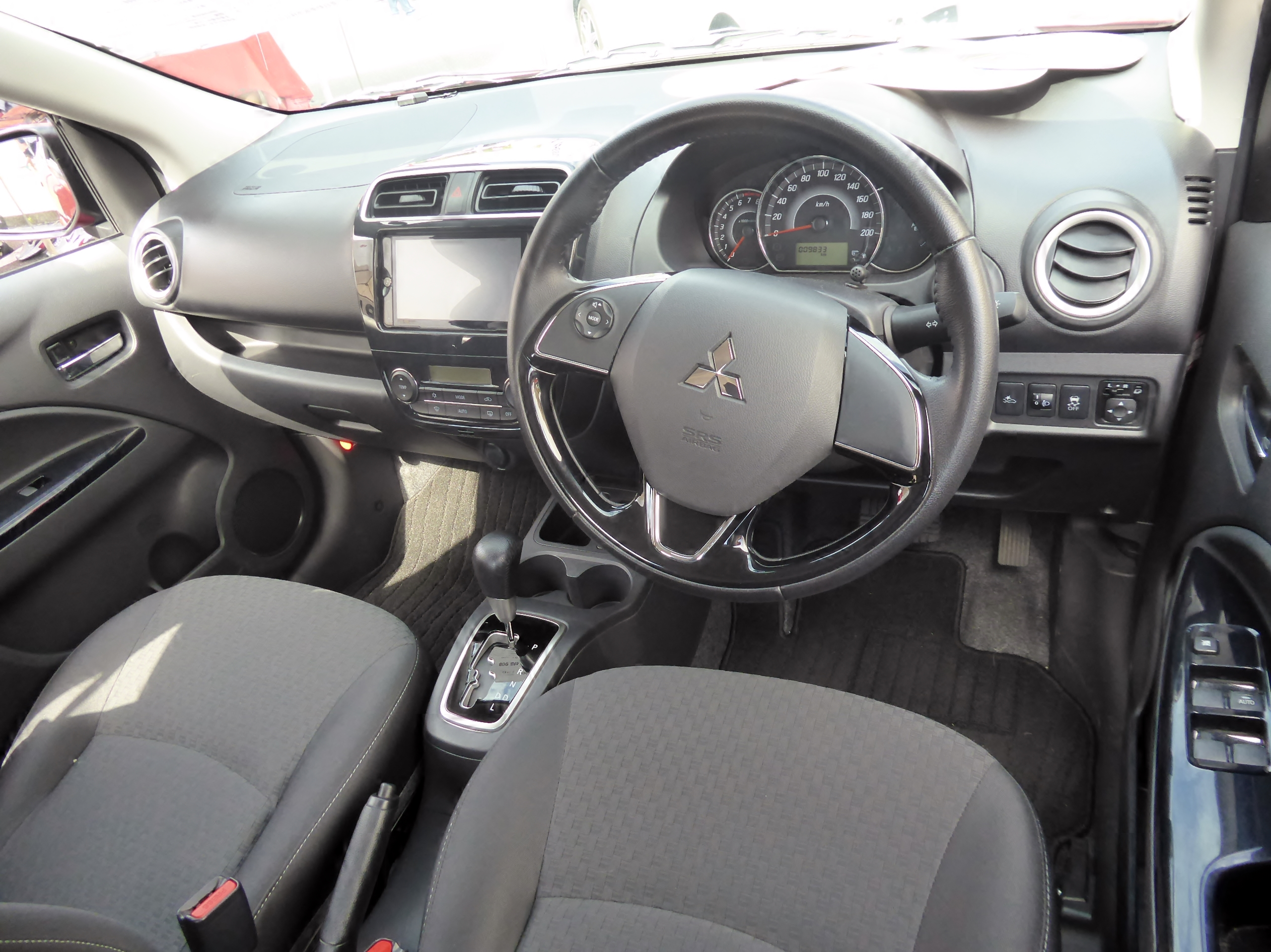
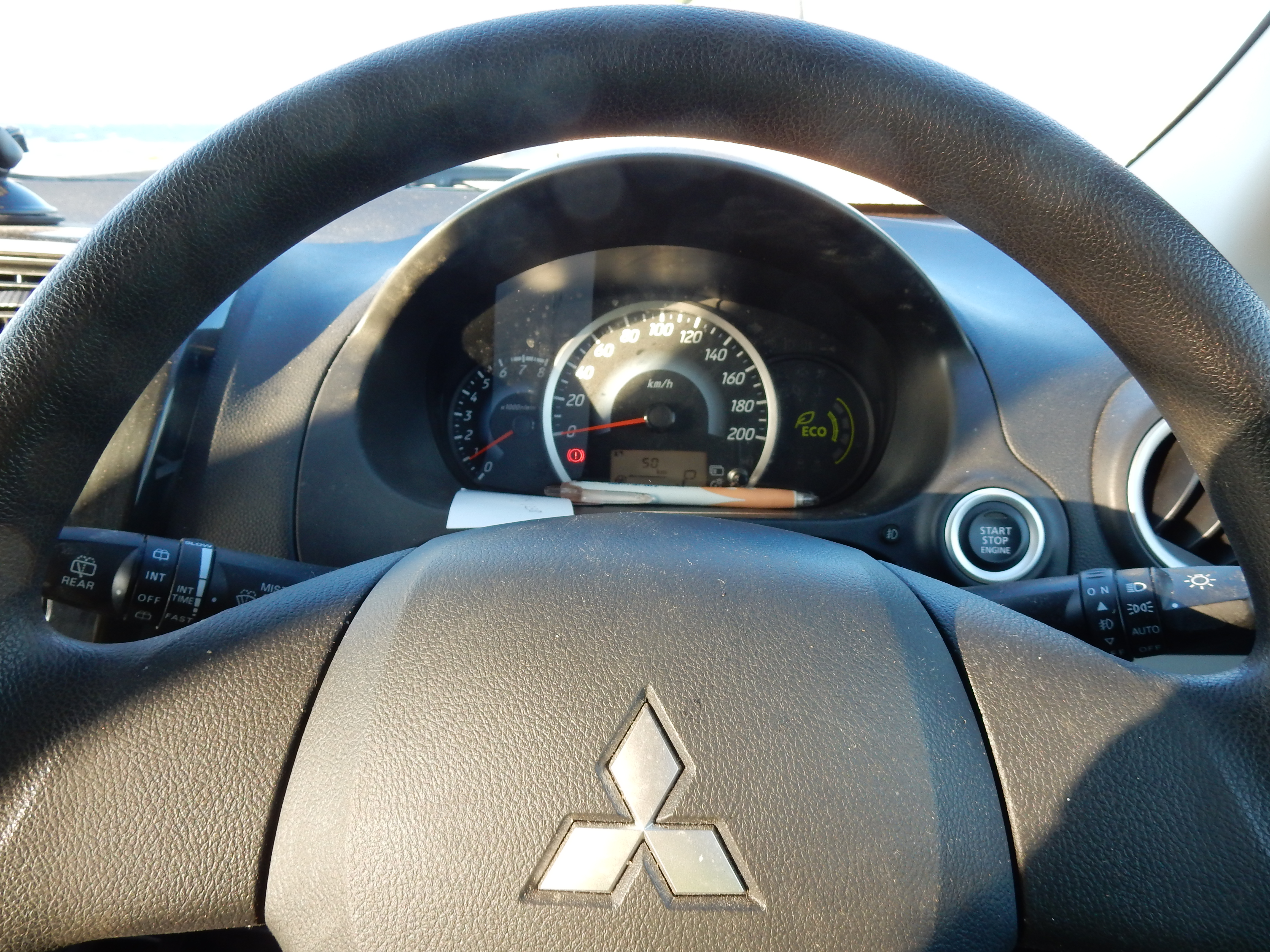

## 外部連結
- （日語）日本官方網站 （页面存档备份，存于）
- （英文）美國官方網站 （页面存档备份，存于）
- （德文）德國官方網站 （页面存档备份，存于）